# ヒプノシスマイク
『ヒプノシスマイク-Division Rap Battle-』は、キングレコード内レーベル・EVIL LINE RECORDSが手掛ける男性声優による音楽原作キャラクターラッププロジェクト。通称「ヒプマイ」。当初は4チームで12人だったが、2019年9月7日・8日に開催された4th LIVEにてメインキャラクターが18人となり合計6チームとなった。
キャラクターデザインはアイディアファクトリー、オトメイト、キャラクターデザイン原案と公式イラストをオトメイト所属のイラストレーターの一為（Kazui）が担当。シナリオは百瀬祐一郎が担当している。

## 概要
2017年9月2日プロジェクト始動。
ももいろクローバーZ、イヤホンズなどをプロデュースするキングレコードの内部レーベル・EVIL LINE RECORDSによるプロジェクト。また同レーベルにおいては、イヤホンズ、Aice5に次ぐ第3の声優アーティストプロジェクトとなる。
作詞・作曲にHIP HOP界の重鎮や有名ラッパーも参加している。また、山田一郎役の木村昴は好良瓶太郎名義で作詞も務めている。
Web番組「ヒプノシスマイク -ニコ生 Rap Battle-」内のリリックマッチでは視聴者からリリックを募集し選ばれた作品は番組で採用される、Battle Seasonの勝敗が投票で決まる、など、ユーザーが本作に参加できることも魅力のひとつである。
2019年4月24日に初のフルアルバム「Enter the Hypnosis Microphone」を発売。同年9月7日・8日に開催された4th LIVEにて、新キャラクターとしてオオサカ・ディビジョン、ナゴヤ・ディビジョンの6人が加わった。
2024年11月10日に映画化が決定し、2025年2月21日より全国の映画館にて公開された。

## ストーリー
武力による戦争が根絶され、女性が覇権を握るようになったH歴。男性を完全排除した中王区（ちゅうおうく）と呼ばれる区画で、女性による政治が行われるようになった。そこで定められたH法案により、人を殺傷するすべての武器の製造禁止、及び既存の武器の廃棄が命じられた。しかし、争いは無くならない。争いは武力ではなく、人の精神に干渉する「ヒプノシスマイク」にとって代わった。このマイクを通したリリックは、人の交感神経・副交感神経等に作用し、様々な状態にする力を持つ。
男性は中王区外イケブクロ・ディビジョン、ヨコハマ・ディビジョン、シブヤ・ディビジョン、シンジュク・ディビジョン、ナゴヤ・ディビジョン、オオサカ・ディビジョン等の区画で生活をしている。各ディビジョン代表のMCグループは、争いに親和性のあるラップを使ってバトルをし、勝った地区は決められた分の他の領土を獲得することができる。
兵器ではなく言葉が力を持つことになった世界で今、男たちの威信をかけたテリトリーバトルが始まる。

## 登場人物
※【】内はMC NAME。プロフィールは全て公式サイトを出典としている。

### Buster Bros!!!（バスター ブロス）
イケブクロ・ディビジョン代表チーム。三兄弟で構成される。リーダーは山田一郎。第二回ディビジョンラップバトル2位。
三人とも左の眼の下や唇の左下に名前の数だけほくろがある。
山田 一郎（やまだ いちろう）【MC.B.B/エムシービッグブラザー】
声 - 木村昴
「地べたを見てるやつに一生いいことなんて起きない (You'll never find a rainbow if you're looking down.)」
誕生日：7月26日 / 年齢：19歳 / 身長：185cm / 体重：68kg / 血液型 : O型 /  職業：萬屋ヤマダ経営者
元 「Naughty Busters」、「The Dirty Dawg」メンバー。山田家長男。萬屋ヤマダの経営者。かつてイケブクロではその名を知らない者がいないほどの不良だった。 情に厚く、困っている者は見捨てられない正義漢。兄弟思いで面倒見が良いため、誰からも慕われている。アニメ鑑賞が好きで、ラノベは新刊を全て読み漁るほどのオタク。重度のブラコンだが自覚は無い。碧棺左馬刻とは犬猿の仲だったが、第2回ディビジョンラップバトル後に和解した。
山田 二郎（やまだ じろう）【MC.M.B/エムシーミドルブラザー】
声 - 石谷春貴
「歳をとったから遊ばなくなるのではなく、遊ばなくなるから歳をとる (We don't stop playing because we grow old; we grow old because we stop playing.)」
誕生日：2月6日 / 年齢：17歳 / 身長：180cm / 体重：64kg / 血液型 : B型 /   職業：高校2年生
山田家次男。行動力がある、萬屋ヤマダの体力係。皆に慕われる兄・一郎の背中を見て育ったため、兄のことを神格化し、自身も不良になった。兄の影響で、アニメやラノベに詳しく、兄のことをバカにされるのは我慢出来ない。 弟の三郎とは常に小競り合いをしている。家の中では「兄ちゃん」と呼んでいるが、外では「兄貴」呼びとなる。
ディビジョン・ラップバトルでの二度に渡る敗北を通し、兄・一郎と同じ道ではなく自分自身の道を模索し始めるなど、自立心が目覚め、大きく成長を遂げた。
山田 三郎（やまだ さぶろう）【MC.L.B/エムシーリトルブラザー】
声 - 天﨑滉平
「あらゆる昇るものは沈み、あらゆる成長には老いがある (Everything that rises sets,and everything that grows,grows old.)」
誕生日：12月16日 / 年齢：14歳 / 身長：173cm / 体重：53kg / 血液型 : AB型 /   職業：中学3年生
山田家三男。兄たちとは違い、何でもそつなくこなす天才肌。特にITやコンピューターに強く、情報収集やハッキングを得意とする。不良にはならなかったが、長男の一郎のことは尊敬している。人当たりはいいが、自分より下だと思った瞬間に小馬鹿にしたような態度をとるなど、性格がひん曲がっているため友達は少ない。そのため、趣味のボードゲームやカードゲームを一緒に出来る相手を常に探している。二郎とは毎日のように言い争いをしている。

### MAD TRIGGER CREW（マッド トリガー クルー）
ヨコハマ・ディビジョン代表チーム。リーダーは碧棺左馬刻。第一回、ディビジョンラップバトル準優勝チーム。
碧棺 左馬刻（あおひつぎ さまとき）【Mr.Hc/ミスターハードコア】
声 - 浅沼晋太郎
「公平なものなど存在しない (Life is not fair.)」
誕生日：11月11日 / 年齢：25歳 / 身長：186cm / 体重：67kg / 血液型 : B型 / 職業：ヤクザ（火貂組若頭）
元「Mad Comic Dialogue」、「The Dirty Dawg」メンバー。ヨコハマ界隈を仕切るヤクザで火貂組の若頭。常に不機嫌そうな顔で、気に食わないことがあるとすぐに喧嘩を始める血気盛んな性格だが、無関係な弱者や子供などには絶対に手を出さなかったり、借りは返す、あからさまに悪質で卑怯なことはしなかったりと、人情深い一面もある。同チームの入間銃兎とは持ちつ持たれつの関係であり、街で暴れたあと拘留所から釈放して貰う代わりに裏社会の情報を横流ししている。幼少期がかなり悲惨で、暴力を振るっていた父親と、父親を殺害した後自殺した母を両親に持つ。ヤクザになったのは可愛がっている妹、合歓のため。右手に付けているのは、母から貰った妹とお揃いの御守り。重度のシスコン。イケブクロ・ディビジョンの山田一郎とは犬猿の仲だったが、第2回ディビジョンラップバトル後に和解した。
入間 銃兎（いるま じゅうと）【45 Rabbit/フォーティファイブ ラビット】
声 - 駒田航
「リスクを取る勇気がなければ、何も達成することがない人生になる (He who is not courageous enough to take risks will accomplish nothing in life.)」
誕生日：5月30日 / 年齢：29歳 / 身長：181cm / 体重：65kg / 血液型 : A型 / 職業：警察官
現役の警官だが、ヤクザの世界に馴染み、暴行、収賄、横領、ゆすり、たかり等の悪事を働いている。過去に薬物乱用者のせいで、誠実で優しかった両親を失った。さらに職場の同僚で友人でもあった人物が精神を病み、薬物に手を出す。その後その人物も帰らぬ人となってしまう。その結果、薬物関係の犯罪者に桁違いの憎悪と執念を持つようになった。担当の組にいた碧棺左馬刻とは持ちつ持たれつの関係。面倒見が良く、ヨコハマ・ディビジョンのまとめ役に回ることが多い。一度警察をクビになったが、その後復帰している。昔、観音坂独歩に職質をかけたことがある。口癖は「しょっぴかれたいのか」。
毒島 メイソン 理鶯（ぶすじま メイソン りおう）【Crazy M/クレイジー エム】
声 - 神尾晋一郎
「そのために死ねる何かを見つけていない人間は、生きるのにふさわしくない (I submit to you that if a man hasn't discovered something that he will die for, he isn't fit to live.)」
誕生日：6月21日 / 年齢：28歳 / 身長：191cm / 体重：74kg / 血液型 : B型 / 職業：元海軍
元海軍の一等軍曹。特殊掃滅作戦部隊にも所属していた。父がアメリカ人、母が日本人のハーフ。高い身長など、軍人らしい迫力あるルックスをしているが、普段は優しく温和な性格で、子どもの相手も上手い。MAD TRIGGR CREWの中では一番話しやすい相手と言える。しかし、敵に対しては軍人らしく隙を見せず、容赦をしない。料理の腕は「一応」プロ級であり、様々な食材を使用した料理を碧棺左馬刻と入間銃兎に振る舞っている。味は美味しく、材料を知らずに食べたものは「料理人になれる」と絶賛するほどなのだが、材料は良く言えばジビエ、悪く言えばゲテモノである。妥協しない真面目な性格だが、少々鈍感で天然な面もある。

### Fling Posse（フリング ポッセ）
シブヤ・ディビジョン代表チーム。リーダーは飴村乱数。第二回ディビジョンラップバトル優勝チーム。ポップで愛嬌のあるパフォーマンスが人気だが、実は3人共ストーリーが展開する上でかなり重要な秘密を抱えている。
飴村 乱数（あめむら らむだ）【easy R/イージーアール】
声 - 白井悠介
「楽観主義者はドーナツを見て、悲観主義者はその穴を見る (The optimist sees the doughnut, the pessimist sees the hole.)」
誕生日：2月14日 / 年齢：24歳 / 身長：155cm / 体重：49kg / 血液型 : O型 /   職業：ファッションデザイナー
元「空寂ポッセ」「The Dirty Dawg」メンバー。ファッションデザイナー。小学生のような幼い見た目だが、頭の回転が速く、自分がどう見られているか解っている。天真爛漫で遠慮がなく、空気を読まない発言も多いが、 持ち前の可愛らしさで愛されている。凄まじくモテるが特定の相手は作らない。頭をなでると笑顔でキャンディをくれる。普段は声は高めで一人称は僕だが、本来は地声は低め(演者の地声とほぼ同じ)で一人称は俺。話し方もキャピキャピした可愛らしさは無くなり、男らしい喋り口調に変わる。実は喫煙者でもあり、コミカライズ版やアニメ版では喫煙シーンが描かれている。本音で会話する時は本来の話し方になる。
その正体は天谷奴零によって「真正ヒプノシスマイク」の実験のために産み出されたクローン人間（元の遺伝子は不明）。中王区の命令を受け、神宮寺寂雷の助手である神奈備衢のマインドハック、The Dirty Dawg、Mad Comic Dialogueの解散のキッカケを作るなど、真正ヒプノシスマイクを用いて数々の悪事を働いていた。しかし実験が進むにつれて乱数自身は特製の飴を食べなければならない間隔が狭まるほど身体を壊し、さらに中王区の意のままに感情を制御できる乱数のクローンが大量に生産できる様になったため、元の乱数は「感情を持つ失敗作は用済み」と言われ、中王区から追われる身となってしまう。その後は独りでシブヤ中を逃げ回っていた所を幻太郎と帝統に救われ、幻太郎が持ってきた言の葉党の機密情報を、帝統が「乱数を見逃す事」と「Fling Posseの『2nd Division Rap Battle』への出場権」を条件として東方天乙統女に引き渡した事で、中王区からは見逃される事になった。
上記の行いからシンジュク・ディビジョンの神宮寺寂雷とは犬猿の仲だったが、乱数は中王区の命令に従っていただけという事から、第2回ディビジョン・ラップバトル後に和解した。
夢野 幻太郎（ゆめの げんたろう）【Phantom/ファントム】
声 - 斉藤壮馬
「何のために意味なんか求めるんだ？人生は願望だ、意味じゃない (What do you want meaning for? Life is desire, not meaning.)」
誕生日：4月1日 / 年齢：24歳 / 身長：177cm / 体重：61kg / 血液型 : AB型 /   職業：作家
作家。書生のような格好をしている。道行く人の半生や性格を考える、人間観察が趣味。巧みな言葉遣いで説得力のある嘘をつくので、気づかれないことが多いが、相手が信じ込んだところで「まぁ、嘘ですけどね」とからかう。難病になってしまった友人に、少しでも笑ってもらうために面白い話を考えていた結果、小説家になった。「幻太郎」は本名ではなく、中央区の重大な秘密を握った為に粛清され、意識不明の状態にされた兄の名前であり、兄に成り代わる形で「幻太郎」と名乗っていた。後に兄が昏睡状態から回復した後も「幻太郎」を名乗っている。
有栖川 帝統（ありすがわ だいす）【Dead or Alive/デッド オア アライブ】
声 - 野津山幸宏
「自分の生きる人生を愛せ、自分が愛する人生を生きろ (Love the life you live, Live the life you love.)」
誕生日：7月7日 / 年齢：20歳 / 身長：177cm / 体重：77kg / 血液型 : B型 /   職業：ギャンブラー
無職。有り金はもちろん、自分の命すら賭けのテーブルに載せるほどのギャンブル狂。中王区のトップ、内閣総理大臣の東方天乙統女の実の息子であり、家を出ていくまでは乙統女の実家である「有栖川家」で暮らしていた。地道や堅実といった言葉が大嫌いで、生まれ持った強運で生き残ってきた。物事を決めるときには、常に携帯しているサイコロで判断する。素寒貧なことが多く、食べ物を与えられるとすぐに懐く。毒島メイソン理鶯の料理を抵抗なく食せる数少ない人物。母である東方天乙統女とは連絡を取ろうと思えば取れたが、余程のことがない限りは行わなかった。しかし、乱数が中王区から追われる様になった際に、幻太郎が持ってきた言の葉党の機密情報を乙統女に引き渡す代わりに、乱数を見逃す事とFling Posseの『2nd Division Rap Battle』への出場権を得た。

### 麻天狼（まてんろう）
シンジュク・ディビジョン代表チーム。リーダーは神宮寺寂雷。第一回ディビジョンラップバトル優勝及び、第二回ディビジョンラップバトル3位。
神宮寺 寂雷（じんぐうじ じゃくらい）【ill-DOC/イルドック】
声 - 速水奨
「人生の唯一の意義は、人のために生きることである (The sole meaning of life is to serve humanity.)」
誕生日：1月9日 / 年齢：35歳 / 身長：195cm / 体重：69kg / 血液型 : B型 /   職業：医師
元「空寂ポッセ」、「The Dirty Dawg」のメンバー。天才医師。長身痩躯でミステリアスな雰囲気を持っている。過去に対テロリストの殺し屋を請け負っていた事がある。独特のフロウで相手を回復させることが出来る。変人を好み、シブヤ・ディビジョンの飴村乱数にも興味を持っていたが、乱数が助手である神奈備衢をマインド・ハックし、昏睡状態にした事から犬猿の仲となっていたが、それは中王区の命令であった事から第2回ディビジョンラップバトル後に和解。現在は飴玉が無ければ生命を維持できない乱数を救うことを目標としている。座禅と釣りが趣味で、チームメイトの伊弉冉一二三を誘って釣りに行くこともある。酒癖がとにかく悪く、酒を飲むと、江戸っ子口調で暴れ出す。ナゴヤ・ディビジョンの天国獄とは中学以来の幼馴染。
伊弉冉 一二三（いざなみ ひふみ）【GIGOLO/ジゴロ】
声 - 木島隆一
「今日という日は、残りの人生の最初の日である (Today is the first day of the rest of your life.)」
誕生日：6月22日 / 年齢：29歳 / 身長：179cm / 体重：64kg / 血液型 : A型 /   職業：ホスト
ホスト。あけすけでチャラチャラした口調だが、実は極度の女性恐怖症。それを克服するためにホストになり、努力の末、「スーツを着ると女好き」へと変貌するようになった。手先が器用で、インドア系からアウトドア系まで趣味は多岐にわたる。観音坂独歩とは小学生からの付き合いで、同じマンションに同居している。独歩の破れたスーツを直す事もあるという意外にも家庭的な一面も。姉が居る。
邪答院仄仄とは旧知の関係にあり、前述の女性恐怖症の原因となっている。故に彼女の事を恐れていたが、寂雷と独歩の助けを得て、対峙出来るようになった。
観音坂 独歩（かんのんざか どっぽ）【DOPPO/ドッポ】
声 - 伊東健人
「本当の世界は想像よりもはるかに小さい (The real world is much smaller than the imaginary.)」
誕生日：5月15日 / 年齢：29歳 / 身長：175cm / 体重：59kg / 血液型 : O型 /   職業：医療系の会社員
サラリーマン。医療系機材会社の営業で、特徴がないことが特徴。悲観主義者で、何でもネガティブに考える性格のため、友達が少ない。伊弉冉一二三は唯一の友人で、小学校時代からの幼馴染。一二三のせいでひどい目に遭うこともあるが、感謝もしている。
邪答院仄仄とは旧知の関係にあり、友人の一二三にトラウマを植え付けたことから敵対心を露わにしている。

### Bad Ass Temple（バッド アス テンプル）
ナゴヤ・ディビジョン代表チーム。リーダーは波羅夷空却。
波羅夷 空却（はらい くうこう）【Evil Monk/イーブルモンク】
声 - 葉山翔太
「過ちを犯す自由がないのならば、自由を持つ価値はない (Freedom is not worth having if it does not include freedom to make mistakes.)」
誕生日：8月21日 / 年齢：19歳 / 身長：168cm / 体重：58kg / 血液型 : A型 / 職業：僧侶(空厳寺、修行僧)
元「Naughty Busters」のメンバー。不良僧侶。由緒ある寺の息子。14の時に父である灼空が成しえなかった荒行を成功させている。 言動は下品で、おおよそ僧侶らしくないが、仲間を決して裏切らない男気を持ち合わせている。群れることが嫌い。昔、イケブクロで一郎と「Naughty Busters」と言うチームを組んでいた。乱数による真正ヒプノシスマイクの被害者の一人であり、洗脳された後にチームを解散。一郎とも仲違いであったが、第2回ディビジョンラップバトル後に誤解が解け、和解した。
四十物 十四（あいもの じゅうし）【14th Moon/フォーティーンスムーン】
声 - 榊原優希
「何があっても、何があっても、何があっても屈するな (Never, never, never, never, give up.)」
誕生日：4月14日 / 年齢：18歳 / 身長：185cm / 体重：65kg / 血液型 : AB型 / 職業：ヴィジュアル系ミュージシャン
ヴィジュアル系バンド「アルゴξ(クシー)楽団」のボーカリスト。学生の時、過酷ないじめにあっていた。その時に天国獄が弁護人として立ち、それをきっかけに獄の事を尊敬している。泣き虫でナルシスト。友達が少なく、ブタのぬいぐるみの「アマンダ」を大切にしている。初対面の相手に対してや緊張している時は性格が一変し、厨二病のような口調で話し出す。
天国 獄（あまぐに ひとや）【Heaven & Hell/ヘブンアンドヘル】
声 - 竹内栄治
「月に手を伸ばせ たとえ届かなくても (It is my belief that reaching out to the moon is my goal. Even if it does not arrive.)」
誕生日：6月29日 / 年齢：35歳 / 身長：178cm / 体重：68kg / 血液型 : B型 / 職業：弁護士
弁護士。金を積まれれば大抵の仕事を受ける。しかし、実兄がいじめを苦に自殺しているためいじめ問題を心底憎んでおり、いじめ被害者の依頼に関してはタダでも請け負う。辛辣な口調とは裏腹に、面倒見が非常に良い。神宮寺寂雷とは旧知の仲。医者を目指していた過去がある。

### どついたれ本舗（どついたれほんぽ）
オオサカ・ディビジョン代表チーム。リーダーは白膠木簓。
白膠木 簓（ぬるで ささら）【Tragic Comedy/トラジック コメディー】
声 - 岩崎諒太
「俺の人生を変えられるのは俺だけや　誰も俺の為にそんな事やってくれへん (Only I can change my life. No one can do it for me.)」
誕生日：10月31日 / 年齢：26歳 / 身長：174cm / 体重：58kg / 血液型 : AB型 / 職業：お笑い芸人
元「Mad Comic Dialogue」のメンバー。ピン芸人。人を笑わすことが何よりも好きな性格。過去に同チームの躑躅森盧笙と『どついたれ本舗』というコンビを組んでいた。チーム名もコンビ名から引き継がれたとされている。舞台上では天才的な話術で人を笑わせられるが、プライベートではなぜかオヤジギャグを連発する。昔、ヨコハマで碧棺左馬刻と「Mad Comic Dialogue」というチームを組んでいた。乱数による真正ヒプノシスマイクの被害者の一人であり、洗脳された後にチームを解散。左馬刻とも仲違いであったが、第2回ディビジョンラップバトル後に誤解が解け、和解した。
躑躅森 盧笙（つつじもり ろしょう）【WISDOM/ウィズダム】
声 - 河西健吾
「挫折をしない者は、新しい事に挑戦したことが無いということだ（Anyone who has never made a mistake has never tried anything new.）」
誕生日：3月1日 / 年齢：26歳 / 身長：181cm / 体重：68kg / 血液型 : A型 / 職業：教師
私立高校の数学教師。同チームの白膠木簓と『どついたれ本舗』を組んでいたが、簓の才能に自分が釣り合っていないと感じ、葛藤の末、解散を選ぶ。 教師として生徒からは非常に慕われている。極度のあがり症で、大勢の人の前では上手に喋る事が出来ない。基本は標準語で話すが、簓など気を許した相手の前では関西弁で話す。
天谷奴 零（あまやど れい）【MC MasterMind/エムシーマスターマインド】 / 山田零（やまだ れい）
声 - 黒田崇矢
「他人の人生に影響をもたらしてこそ、人生には意味がある (A life is not important except in the impact it has on other lives.)」
誕生日：1月23日 / 年齢：46歳 / 身長：190cm / 体重：79kg / 血液型 : A型 / 職業：詐欺師（自称）
自称・詐欺師。かつては軍の技術開発部に所属しており、ヒプノシスマイクを開発したのちに中王区にもたらした張本人。妻である那由多を救う為、中王区と手を組みながら様々なディビジョンを巻き込み、裏で暗躍を続けている。自分の計画を全うする為には手段を選ばない。常に人を食ったような態度を貫き、相手に真意を伝えることはないものの、約束したことは必ず守る義理堅さを持ち合わせている。
山田三兄弟の父親で、本名は山田零。第一回ディビジョンバトル後に一郎の不在時に萬屋ヤマダを訪れ、二郎と三郎に正体を明かした。二人はカミングアウトされるまでは一郎から死んだと教えられていた。
アニメ第一期ではSecret Aliensの雇い主となっており、第二期では中王区と裏で暗躍し、違法マイクの調査及び実験を行っていた。

### The Dirty Dawg (ダーティー ドッグ)
山田一郎・碧棺左馬刻・飴村乱数・神宮寺寂雷がかつて組んでいた伝説のチーム。そのチーム名とメンバーは解散後もなおよく知られており、「知らない者などいない」と度々評されている。名称は略称のTDD(ティーディーディー)が主に使われている。チーム名の意味は「非道な奴ら」。TDDの実力を危惧した中王区からの意向を受けた飴村乱数によってチーム内の関係が悪化し、解散した。

### Naughty Busters (ノーティーバスターズ)
山田一郎、波羅夷空却が天国へノ階段の傘下でかつて組んでいたチーム。その後、Mad Comic Dialogue（マッドコミックダイアログ）とチームを組む。

### Mad Comic Dialogue（マッドコミックダイアログ）
碧棺左馬刻、白膠木簓が愚連隊を元にかつて組んでいたチーム。途中、山田一郎、波羅夷空却のNaughty Busters(ノーティーバスターズ)と組んでいたが、真正ヒプノシスマイクを用いた飴村乱数の工作によりマインド・ハックを受けた波羅夷空却、白膠木簓が一郎、左馬刻と仲違いをする形で解散した。

### 空寂ポッセ (くうじゃくポッセ)
飴村乱数、神宮寺寂雷がかつて組んでいたチーム。神宮寺寂雷の病院が襲われた時、飴村乱数が乱入し、寂雷が「ラップを教えてくれないか。」と言い結成された。

### 中王区(ちゅうおうく)
男性を完全に排除した区画。言の葉党による政治の中枢。
東方天 乙統女（とうほうてん おとめ）
声 - 小林ゆう
「行動することは少しも恐れはしない。恐れるのは、ただ無為に時を過ごすこと (I never worry about action, but only inaction.)」
誕生日：6月24日 / 年齢：49歳 / 身長：159cm / 体重：45kg / 血液型 : A型 / 職業：内閣総理大臣 / 中王区 言の葉党 党首
内閣総理大臣。中王区「言の葉党」党首。男を心底憎んでいる。有栖川帝統の母親。
勘解由小路 無花果（かでのこうじ いちじく）
声 - たかはし智秋
「犬は決して私に噛みつかない 裏切るのはいつも人間だ (Dogs never bite me. Just humans.)」
誕生日：12月1日 / 年齢：31歳 / 身長：173cm / 体重：58kg / 血液型 : AB型 / 職業：内閣総理大臣補佐 / 警視庁警視総監 / 行政監察局局長 / 中王区  言の葉党 党員
内閣総理大臣補佐官および警視庁警視総監、行政監察局局長。中王区「言の葉党」所属。乙統女に恩義があり、心から崇拝している。男相手には厳しく当たるが、碧棺合歓の前では柔和な表情を見せる。
前職はメディア関係者で、秘密裏にとある政治家の汚職事件を追い続けた結果、協力者（声:豊口めぐみ）と妹の棗（声:諏訪彩花）を殺されている。
碧棺 合歓（あおひつぎ ねむ）
声 - 山本希望
「雲の向こうは、いつも青空 (There is always light behind the clouds.)」
誕生日：8月1日 / 年齢：19歳 / 身長：158cm / 体重：47kg / 血液型 : B型 / 職業：行政監察局副局長 / 中王区 言の葉党 党員
行政監察局副局長。中王区「言の葉党」所属。碧棺左馬刻の妹。芯が強く、ラップの才能は兄の左馬刻にも匹敵するほどと言われる。
真正ヒプノシスマイクを持った飴村乱数のクローンに洗脳され入党したが、第二回ディビジョンバトル前には洗脳が解けている描写があり、党内から腐敗を一掃する決意を固めている。
邪答院 仄仄（けいとういん ほのぼの）
声 - ファイルーズあい
誕生日：不明 / 年齢：29歳 / 身長：不明 / 体重：不明 / 職業：中王刑事局特殊部隊“言浚” 隊長 / 中王区 言の葉党 党員
中王刑事局特殊部隊“言浚(ことさらい)”隊長。中王区「言の葉党」所属。無花果から合歓に対して危険人物なので仕事以外で彼女に接触するのは控えるよう警告している。一二三と独歩とは旧知の関係にあり、一二三の女性恐怖症の原因でもある。

### その他
神奈備 衢（かんなび よつつじ）
声 - 松岡禎丞
誕生日：不明 / 年齢：不明 / 身長：不明 / 体重：不明 / 職業：神宮寺寂雷の助手
両親を事故で亡くし寂雷に育てられる。現在は、真正ヒプノシスマイクでマインドハックされ昏睡状態。
那由多（なゆた）
声 - 早見沙織
山田三兄弟の母親で、零の妻。零と共にヒプノシスマイクを開発し「誰も傷つかない、言葉だけで解決する世界」を願っていた。後に設計図を持って逃げたが、途中で襲われる。後に中王区の管理する病院で昏睡中と判明。
| - 帳残星 - 大塚明夫 - 坊城楓 - 奥村真由 - 波羅夷灼空 - 楠見尚己 - 勘解由小路棗 - 諏訪彩花 - 宇於崎 - 広瀬裕也 - 斑猫鶺鴒 - 檜山修之 - ブクロの住民3 - 八代拓 - 荼毘羅達磨 - 手塚ヒロミチ | - 帳残閻 - 中尾隆聖 - 火貂退紅 - 小形満 - 安僧祇潤 - 三宅健太 - 東方天豺狼 - てらそままさき - 今昔一雨 - 川田祐 - 五百雀閹廠 - 小山力也 - 銃兎の署長 - 高木渉 - 五百重波女 - 金元寿子 | - 坊城梧桐 - 榊原優希 - 独歩の課長 - 小形満 - 紫藤百舌九 - 永野善一 - 東方天乙女子 - 井上喜久子 - 頸木 - 阿座上洋平 - ブクロの住民1 - 玄田哲章 - 幻太郎の兄 - 神谷浩史 | - 坊城翌檜 - 石上静香 - 一二鶲 - 小島幸子 - 霜崎花凛 - 豊口めぐみ - 飛鳥帝 - 間島淳司 - 南風原鶚 - 沢海陽子 - ブクロの住民2 - 杉田智和 - 五代儀風凛 - 石川界人 |

## ライブ
| 開催日         | タイトル                                                                                        | サブタイトル                                  | 会場                   | 出演者 | ゲスト                                     | 備考 |
| -------------- | ----------------------------------------------------------------------------------------------- | --------------------------------------------- | ---------------------- | --- | ------------------------------------------ | --- |
| 2017年11月4日  | ヒプノシスマイク-Division Rap Battle- 1st LIVE＠イケブクロ アニメイトガールズフェスティバル2017 |                                               | 池袋サンシャインシティ | 木村昴、石谷春貴、天﨑滉平、浅沼晋太郎、速水奨、白井悠介 |                                            | |
| 2018年8月26日  | ヒプノシスマイク-Division Rap Battle- 2nd LIVE＠シナガワ《韻踏闘技大會》                        |                                               | 品川ステラボール       | 木村昴、石谷春貴、天﨑滉平、浅沼晋太郎、駒田航、神尾晋一郎、速水奨、木島隆一、伊東健人、白井悠介、野津山幸宏、たかはし智秋 | KEN THE 390、EGO                           | 関東11館の映画館にてライブビューイング実施 |
| 2018年11月17日 | ヒプノシスマイク-Division Rap Battle- 3rd LIVE@オダイバ《韻踏闘技大會》                         |                                               | Zepp Diver City        | 木村昴、石谷春貴、天﨑滉平、駒田航、神尾晋一郎、速水奨、木島隆一、伊東健人、白井悠介、斉藤壮馬、野津山幸宏、たかはし智秋 | ラッパ我リヤ、サイプレス上野とロベルト吉野 | 国内116館の映画館にてライブビューイング実施 |
| 2019年9月7日   | ヒプノシスマイク-Division Rap Battle- 4th LIVE@オオサカ《Welcome to our Hood》                  | Playground                                    | 大阪城ホール           | 木村昴、石谷春貴、天﨑滉平、浅沼晋太郎、駒田航、神尾晋一郎、白井悠介、斉藤壮馬、野津山幸宏、速水奨、木島隆一、伊東健人、たかはし智秋、小林ゆう 9月7日のみ:岩崎諒太、河西健吾、黒田崇矢 9月8日のみ:葉山翔太、榊原優希、竹内栄治 | □□□、GADORO                                | 国内198館及び台湾10館にてライブビューイング実施 |
| 2019年9月8日   | ヒプノシスマイク-Division Rap Battle- 4th LIVE@オオサカ《Welcome to our Hood》                  | Battleground                                  | 大阪城ホール           | 木村昴、石谷春貴、天﨑滉平、浅沼晋太郎、駒田航、神尾晋一郎、白井悠介、斉藤壮馬、野津山幸宏、速水奨、木島隆一、伊東健人、たかはし智秋、小林ゆう 9月7日のみ:岩崎諒太、河西健吾、黒田崇矢 9月8日のみ:葉山翔太、榊原優希、竹内栄治 | 山嵐、餓鬼レンジャー                       | 国内198館及び台湾10館にてライブビューイング実施 |
| 2020年3月28日  | ヒプノシスマイク -Division Rap Battle- 5th LIVE@サイタマ《SIX SHOTS TO THE DOME》               | Playground                                    | メットライフドーム     | 木村昴、石谷春貴、天﨑滉平、浅沼晋太郎、駒田航、神尾晋一郎、白井悠介、斉藤壮馬、野津山幸宏、速水奨、木島隆一、伊東健人、岩崎諒太、河西健吾、黒田崇矢、葉山翔太、榊原優希、竹内栄治、たかはし智秋、小林ゆう、山本希望           | Zeebra、Creepy Nuts                        | 新型コロナウイルス感染拡大防止のため開催中止となった |
| 2020年3月29日  | ヒプノシスマイク -Division Rap Battle- 5th LIVE@サイタマ《SIX SHOTS TO THE DOME》               | Battleground                                  | メットライフドーム     | 木村昴、石谷春貴、天﨑滉平、浅沼晋太郎、駒田航、神尾晋一郎、白井悠介、斉藤壮馬、野津山幸宏、速水奨、木島隆一、伊東健人、岩崎諒太、河西健吾、黒田崇矢、葉山翔太、榊原優希、竹内栄治、たかはし智秋、小林ゆう、山本希望           | nobodyknows+                               | 新型コロナウイルス感染拡大防止のため開催中止となった |
| 2020年3月29日  | ヒプノシスマイク -Division Rap Battle- 5th LIVE@AbemaTV《SIX SHOTS UNTIL THE DOME》             |                                               | AbemaTV                | 木村昴、石谷春貴、天﨑滉平、浅沼晋太郎、駒田航、神尾晋一郎、白井悠介、斉藤壮馬、野津山幸宏、速水奨、木島隆一、伊東健人、岩崎諒太、河西健吾、黒田崇矢、葉山翔太、榊原優希、竹内栄治、たかはし智秋、小林ゆう、山本希望           |                                            | 5thLIVE開催中止を受け、AbemaTVにて特別番組として配信。 登場予定だったゲストはVTRで登場。                                                                            |
| 2021年1月31日  | ヒプノシスマイク-Division Rap Battle- 6th LIVE ≪2nd D.R.B≫                                      | 1st Battle -どついたれ本舗 VS Buster Bros!!!- | AbemaTV                | 岩崎諒太、河西健吾、黒田崇矢、木村昴、石谷春貴、天﨑滉平、たかはし智秋、小林ゆう、山本希望 |                                            | 1月30日、31日、2月13日、14日、2月20日、21日に大阪、愛知、東京の3都市で開催予定だったが、新型コロナウイルス感染拡大防止のため、ABEMA PPV ONLINE LIVEにて生配信された |
| 2021年2月14日  | ヒプノシスマイク-Division Rap Battle- 6th LIVE ≪2nd D.R.B≫                                      | 2nd Battle -Bad Ass Temple VS 麻天狼-         | AbemaTV                | 葉山翔太、榊原優希、竹内栄治、速水奨、木島隆一、伊東健人、たかはし智秋、小林ゆう、山本希望 |                                            | 1月30日、31日、2月13日、14日、2月20日、21日に大阪、愛知、東京の3都市で開催予定だったが、新型コロナウイルス感染拡大防止のため、ABEMA PPV ONLINE LIVEにて生配信された |
| 2021年2月21日  | ヒプノシスマイク-Division Rap Battle- 6th LIVE ≪2nd D.R.B≫                                      | 3rd Battle -Fling Posse VS MAD TRIGGER CREW-  | AbemaTV                | 白井悠介、斉藤壮馬、野津山幸宏、浅沼晋太郎、駒田航、神尾晋一郎、たかはし智秋、小林ゆう、山本希望 |                                            | 1月30日、31日、2月13日、14日、2月20日、21日に大阪、愛知、東京の3都市で開催予定だったが、新型コロナウイルス感染拡大防止のため、ABEMA PPV ONLINE LIVEにて生配信された |
| 2021年8月7日   | ヒプノシスマイク -Division Rap Battle- 7th LIVE《SUMMIT OF DIVISIONS》                          |                                               | ぴあアリーナMM         | 木村昴、石谷春貴、天﨑滉平、浅沼晋太郎、駒田航、神尾晋一郎、白井悠介、斉藤壮馬、野津山幸宏、速水奨、木島隆一、伊東健人、岩崎諒太、河西健吾、黒田崇矢、葉山翔太、榊原優希、竹内栄治、たかはし智秋、小林ゆう、山本希望           | Dragon Ash、Reol                           | 全国各地の映画館にてライブビューイング実施、ABEMA PPV ONLINE LIVEにて生配信された。                                                                                 |
| 2021年8月8日   | ヒプノシスマイク -Division Rap Battle- 7th LIVE《SUMMIT OF DIVISIONS》                          | Dragon Ash、スチャダラパー                    | ぴあアリーナMM         | 木村昴、石谷春貴、天﨑滉平、浅沼晋太郎、駒田航、神尾晋一郎、白井悠介、斉藤壮馬、野津山幸宏、速水奨、木島隆一、伊東健人、岩崎諒太、河西健吾、黒田崇矢、葉山翔太、榊原優希、竹内栄治、たかはし智秋、小林ゆう、山本希望           |                                            | 全国各地の映画館にてライブビューイング実施、ABEMA PPV ONLINE LIVEにて生配信された。                                                                                 |
| 2022年9月3日   | ヒプノシスマイク -Division Rap Battle- 8th LIVE ≪CONNECT THE LINE≫                              | to MAD RIGGER CREW                            | 片柳アリーナ           | 浅沼晋太郎、駒田航、神尾晋一郎 | ICE BAHN                                   | 全国各地の映画館にてライブビューイング実施、ABEMA PPV ONLINE LIVEにて生配信された。                                                                                 |
| 2022年9月4日   | ヒプノシスマイク -Division Rap Battle- 8th LIVE ≪CONNECT THE LINE≫                              | to MAD RIGGER CREW                            | 片柳アリーナ           | 浅沼晋太郎、駒田航、神尾晋一郎 | サイプレス上野とロベルト吉野               | 全国各地の映画館にてライブビューイング実施、ABEMA PPV ONLINE LIVEにて生配信された。                                                                                 |
| 2022年10月1日  | ヒプノシスマイク -Division Rap Battle- 8th LIVE ≪CONNECT THE LINE≫                              | to どついたれ本舗                             | グランキューブ大阪     | 岩崎諒太、河西健吾、黒田崇矢 | Creepy Nuts                                | 全国各地の映画館にてライブビューイング実施、ABEMA PPV ONLINE LIVEにて生配信された。                                                                                 |
| 2022年10月2日  | ヒプノシスマイク -Division Rap Battle- 8th LIVE ≪CONNECT THE LINE≫                              | to どついたれ本舗                             | グランキューブ大阪     | 岩崎諒太、河西健吾、黒田崇矢 | SHINGO★西成                                | 全国各地の映画館にてライブビューイング実施、ABEMA PPV ONLINE LIVEにて生配信された。                                                                                 |
| 2022年11月12日 | ヒプノシスマイク -Division Rap Battle- 8th LIVE ≪CONNECT THE LINE≫                              | to 麻天狼                                     | 片柳アリーナ           | 速水奨、木島隆一、伊東健人 | SANABAGUN.                                 | 全国各地の映画館にてライブビューイング実施、ABEMA PPV ONLINE LIVEにて生配信された。                                                                                 |
| 2022年11月13日 | ヒプノシスマイク -Division Rap Battle- 8th LIVE ≪CONNECT THE LINE≫                              | to 麻天狼                                     | 片柳アリーナ           | 速水奨、木島隆一、伊東健人 | Zeebra                                     | 全国各地の映画館にてライブビューイング実施、ABEMA PPV ONLINE LIVEにて生配信された。                                                                                 |
| 2022年11月26日 | ヒプノシスマイク -Division Rap Battle- 8th LIVE ≪CONNECT THE LINE≫                              | to Bad Ass Temple                             | センチュリーホール     | 葉山翔太、榊原優希、竹内栄治 | nobodyknows+                               | 全国各地の映画館にてライブビューイング実施、ABEMA PPV ONLINE LIVEにて生配信された。                                                                                 |
| 2022年11月27日 | ヒプノシスマイク -Division Rap Battle- 8th LIVE ≪CONNECT THE LINE≫                              | to Bad Ass Temple                             | センチュリーホール     | 葉山翔太、榊原優希、竹内栄治 | MOROHA                                     | 全国各地の映画館にてライブビューイング実施、ABEMA PPV ONLINE LIVEにて生配信された。                                                                                 |
| 2022年12月24日 | ヒプノシスマイク -Division Rap Battle- 8th LIVE ≪CONNECT THE LINE≫                              | to Buster Bros!!!                             | Gメッセ群馬            | 木村昴、石谷春貴、天﨑滉平 | NONA REEVES                                | 全国各地の映画館にてライブビューイング実施、ABEMA PPV ONLINE LIVEにて生配信された。                                                                                 |
| 2022年12月25日 | ヒプノシスマイク -Division Rap Battle- 8th LIVE ≪CONNECT THE LINE≫                              | to Buster Bros!!!                             | Gメッセ群馬            | 木村昴、石谷春貴、天﨑滉平 | 餓鬼レンジャー                             | 全国各地の映画館にてライブビューイング実施、ABEMA PPV ONLINE LIVEにて生配信された。                                                                                 |
| 2023年1月21日  | ヒプノシスマイク -Division Rap Battle- 8th LIVE ≪CONNECT THE LINE≫                              | to Fling Posse                                | Gメッセ群馬            | 白井悠介、斉藤壮馬、野津山幸宏 | Dios                                       | 全国各地の映画館にてライブビューイング実施、ABEMA PPV ONLINE LIVEにて生配信された。                                                                                 |
| 2023年1月22日  | ヒプノシスマイク -Division Rap Battle- 8th LIVE ≪CONNECT THE LINE≫                              | to Fling Posse                                | Gメッセ群馬            | 白井悠介、斉藤壮馬、野津山幸宏 | KREVA                                      | 全国各地の映画館にてライブビューイング実施、ABEMA PPV ONLINE LIVEにて生配信された。                                                                                 |
| 2023年4月15日  | ヒプノシスマイク -Division Rap Battle- 9th LIVE ≪ZERO OUT≫                                      |                                               | 東京有明アリーナ       | 木村昴、石谷春貴、天﨑滉平、浅沼晋太郎、駒田航、神尾晋一郎、白井悠介、斉藤壮馬、野津山幸宏、速水奨、木島隆一、伊東健人、岩崎諒太、河西健吾、黒田崇矢、葉山翔太、榊原優希、竹内栄治、たかはし智秋、小林ゆう                     | 大門弥生、あっこゴリラ                     | 全国各地の映画館にてライブビューイング実施、ABEMA PPV ONLINE LIVEにて生配信された。                                                                                 |
| 2023年4月16日  | ヒプノシスマイク -Division Rap Battle- 9th LIVE ≪ZERO OUT≫                                      | Awich                                         | 東京有明アリーナ       | 木村昴、石谷春貴、天﨑滉平、浅沼晋太郎、駒田航、神尾晋一郎、白井悠介、斉藤壮馬、野津山幸宏、速水奨、木島隆一、伊東健人、岩崎諒太、河西健吾、黒田崇矢、葉山翔太、榊原優希、竹内栄治、たかはし智秋、小林ゆう                     |                                            | 全国各地の映画館にてライブビューイング実施、ABEMA PPV ONLINE LIVEにて生配信された。                                                                                 |
| 2024年4月6日   | ヒプノシスマイク -Division Rap Battle- 10th LIVE ≪LIVE ANIMA≫                                   | -HOMIEs-                                      | 幕張メッセ             | 木村昴、石谷春貴、天﨑滉平、浅沼晋太郎、駒田航、神尾晋一郎、白井悠介、斉藤壮馬、野津山幸宏、速水奨、木島隆一、伊東健人、岩崎諒太、河西健吾、黒田崇矢、葉山翔太、榊原優希、竹内栄治、たかはし智秋、小林ゆう、山本希望           | RIP SLYME                                  | 全国各地の映画館にてライブビューイング実施、ABEMA PPV ONLINE LIVEにて生配信された。                                                                                 |
| 2024年4月7日   | ヒプノシスマイク -Division Rap Battle- 10th LIVE ≪LIVE ANIMA≫                                   | -HOODs-                                       | 幕張メッセ             | 木村昴、石谷春貴、天﨑滉平、浅沼晋太郎、駒田航、神尾晋一郎、白井悠介、斉藤壮馬、野津山幸宏、速水奨、木島隆一、伊東健人、岩崎諒太、河西健吾、黒田崇矢、葉山翔太、榊原優希、竹内栄治、たかはし智秋、小林ゆう、山本希望           | RIP SLYME                                  | 全国各地の映画館にてライブビューイング実施、ABEMA PPV ONLINE LIVEにて生配信された。                                                                                 |
| 2025年9月6日   | ヒプノシスマイク -Division Rap Battle- 11th LIVE ≪Final D.R.B≫                                  | Fling Posse ＆ 麻天狼                         | 京王アリーナ TOKYO     | 白井悠介、斉藤壮馬、野津山幸宏、速水奨、木島隆一、伊東健人 |                                            | 「First Stage」の対戦カードの組み合わせで実施。 |
| 2025年9月7日   | ヒプノシスマイク -Division Rap Battle- 11th LIVE ≪Final D.R.B≫                                  | Fling Posse ＆ 麻天狼                         | 京王アリーナ TOKYO     | 白井悠介、斉藤壮馬、野津山幸宏、速水奨、木島隆一、伊東健人 |                                            | 「First Stage」の対戦カードの組み合わせで実施。 |
| 2025年9月20日  | ヒプノシスマイク -Division Rap Battle- 11th LIVE ≪Final D.R.B≫                                  | MAD TRIGGER CREW ＆ どついたれ本舗            | 日本工学院アリーナ     | 浅沼晋太郎、駒田航、神尾晋一郎、岩崎諒太、河西健吾、黒田崇矢 |                                            | 「First Stage」の対戦カードの組み合わせで実施。 |
| 2025年9月21日  | ヒプノシスマイク -Division Rap Battle- 11th LIVE ≪Final D.R.B≫                                  | MAD TRIGGER CREW ＆ どついたれ本舗            | 日本工学院アリーナ     | 浅沼晋太郎、駒田航、神尾晋一郎、岩崎諒太、河西健吾、黒田崇矢 |                                            | 「First Stage」の対戦カードの組み合わせで実施。 |
| 2025年10月4日  | ヒプノシスマイク -Division Rap Battle- 11th LIVE ≪Final D.R.B≫                                  | Buster Bros!!! ＆ Bad Ass Temple              | 日本工学院アリーナ     | 木村昴、石谷春貴、天﨑滉平、葉山翔太、榊原優希、竹内栄治 |                                            | 「First Stage」の対戦カードの組み合わせで実施。 |
| 2025年10月5日  | ヒプノシスマイク -Division Rap Battle- 11th LIVE ≪Final D.R.B≫                                  | Buster Bros!!! ＆ Bad Ass Temple              | 日本工学院アリーナ     | 木村昴、石谷春貴、天﨑滉平、葉山翔太、榊原優希、竹内栄治 |                                            | 「First Stage」の対戦カードの組み合わせで実施。 |

## 評価
2017年9月2日のプロジェクト始動時に公開された第1弾ミュージックビデオ「ヒプノシスマイク -Division Rap Battle-」は、当時全く無名のプロジェクトだったにもかかわらず、YouTube急上昇ランキング3位にランクインするなど大きな話題を呼んだ。
2018年7月18日に配信された「Fling Posse VS 麻天狼」が週間1.0万（9,947）DLを売り上げ、同年7月30日付オリコン週間デジタルアルバムランキングでシリーズ初の1位を獲得。また、同年11月14日に発売された「MAD TRIGGER CREW VS 麻天狼」が発売初週に7.2万枚を売り上げ、同年11月26日付オリコン週間アルバムランキングでシリーズ初の1位を獲得した。
2019年3月9日には第13回声優アワードにて歌唱賞を、2020年1月23日には日本商品化権大賞2019にて審査員特別賞を受賞。

## メディアミックス

### 漫画
原作はEVIL LINE RECORDS、シナリオは百瀬祐一郎。
ヒプノシスマイク -Before The Battle- The Dirty Dawg
漫画は鴉月ルイ。『少年マガジンエッジ』（講談社）にて2019年1月号（2018年12月17日発売）から2020年8月号（2020年7月17日発売）まで連載された。
1. 2019年5月30日発売、通常版 ISBN 978-4-06-516111-1 / CD付き限定版 ISBN 978-4-06-516123-4
2. 2019年10月17日発売、通常版 ISBN 978-4-06-517425-8 / 16p小冊子&クリアシート付き限定版 ISBN 978-4-06-517626-9
3. 2020年4月17日発売、通常版 ISBN 978-4-06-519312-9 / CD付き限定版限定版 ISBN 978-4-06-519314-3
4. 2020年10月16日発売、通常版 ISBN 978-4-06-521091-8 / 小冊子＆BIGキーホルダー付き限定版 ISBN 978-4-06-521092-5

ヒプノシスマイク -Division Rap Battle- side B.B & M.T.C
漫画は蟹江鉄史。『月刊少年シリウス』（講談社）にて2019年2月号（2018年12月26日発売）から2020年5月号（2020年3月26日発売）まで連載された。
1. 2019年6月25日発売、通常版 ISBN 978-4-06-516170-8 / CD付き限定版 ISBN 978-4-06-516099-2
2. 2019年12月12日発売、通常版 ISBN 978-4-06-518068-6 / 小冊子&クリアシート付き限定版 ISBN 978-4-06-518045-7
3. 2020年4月24日発売（限定版 4月27日発売）、通常版 ISBN 978-4-06-519435-5 / CD付き限定版 ISBN 978-4-06-519425-6

ヒプノシスマイク -Division Rap Battle- side F.P & M
漫画は城キイコ。『月刊コミックZERO-SUM』（一迅社）にて2019年2月号（2018年12月28日発売）から2020年4月号（2020年2月28日発売）まで連載された。
1. 2019年6月25日発売、通常版 ISBN 978-4-7580-3433-3 / CD付き限定版 ISBN 978-4-7580-3434-0
2. 2019年12月12日発売、通常版 ISBN 978-4-7580-3471-5 / SPECIAL ART BOOK&撮りおろしブロマイド付き限定版 ISBN 978-4-7580-3470-8
3. 2020年4月25日発売、通常版 ISBN 978-4-7580-3500-2 / CD付き限定版 ISBN 978-4-7580-3501-9

ヒプノシスマイク -Division Rap Battle- side D.H & B.A.T
作画は相羽紀行。『マガジンポケット』（講談社）にて2020年4月10日更新分より2021年10月27日更新分まで連載された。
1. 2020年10月16日発売、通常版 ISBN 978-4-06-521022-2 / CD付き限定版 ISBN 978-4-06-521024-6
2. 2020年12月17日発売、通常版 ISBN 978-4-06-521666-8 / 小冊子付き限定版 ISBN 978-4-06-521667-5
3. 2021年3月17日発売、通常版 ISBN 978-4-06-522650-6 / CD付き限定版 ISBN 978-4-06-522651-3
4. 2021年9月17日発売、通常版 ISBN 978-4-06-524850-8 / CDケース付き限定版 ISBN 978-4-06-524851-5
5. 2021年12月17日発売、通常版 ISBN 978-4-06-526280-1 / CD付き限定版 ISBN 978-4-06-526281-8

ヒプノシスマイク -Division Rap Battle- Dawn Of Divisions
漫画は鴉月ルイ。『少年マガジンエッジ』（講談社）にて2021年1月号（2020年12月17日発売）にプロローグが掲載された後、同年2月号（2021年1月17日発売）より連載開始し、2022年7月号（2022年6月17日発売）にてシリーズが完結した。
1. 2021年10月15日発売、通常版 ISBN 978-4-06-525024-2 / CD付き限定版 ISBN 978-4-06-525023-5
2. 2022年4月15日発売、通常版 ISBN 978-4-06-527632-7 / CD付き限定版 ISBN 978-4-06-527633-4
3. 2022年9月15日発売、通常版 ISBN 978-4-06-529303-4 / CD付き限定版 ISBN 978-4-06-529302-7

ヒプノシスマイク -Division Rap Battle- side B.B & M.T.C +
漫画はうまみザウルス。『月刊少年シリウス』（講談社）にて2021年1月号（2020年11月26日発売）にプロローグが掲載された後、同年3月号（2021年1月26日発売）より連載開始し、2024年6月号（2024年4月25日発売）まで連載された。『ヒプノシスマイク -Division Rap Battle- side B.B & M.T.C』の新シリーズ。
1. 2021年9月22日発売、通常版 ISBN 978-4-06-525007-5 / CD付き限定版 ISBN 978-4-06-525006-8
2. 2022年2月28日発売、通常版 ISBN 978-4-06-526772-1 / 小冊子付き限定版 ISBN 978-4-06-526931-2
3. 2022年8月25日発売、通常版 ISBN 978-4-06-528884-9 / CD&クリアカード付き限定版 ISBN 978-4-06-528889-4
4. 2023年2月24日発売、通常版 ISBN 978-4-06-530750-2 / ポストカードブック付き限定版 ISBN 978-4-06-531178-3
5. 2023年10月25日発売、通常版 ISBN 978-4-06-533421-8 / チケットホルダー付き限定版 ISBN 978-4-06-533820-9
6. 2024年7月26日発売、ダブルカバー＆小冊子付き特装版 ISBN 978-4-06-536688-2

ヒプノシスマイク -Division Rap Battle- side F.P & M +
漫画は城キイコ。『月刊コミックZERO-SUM』（一迅社）にて2021年1月号（2020年11月27日発売）にプロローグが掲載された後、同年3月号（2021年1月28日発売）より連載開始し、2023年11月号（2023年9月28日発売）まで連載された。『ヒプノシスマイク -Division Rap Battle- side F.P & M』の新シリーズ。
1. 2021年9月22日発売、通常版 ISBN 978-4-7580-3652-8 / CD付き限定版 ISBN 978-4-7580-3651-1
2. 2022年2月28日発売、通常版 ISBN 978-4-7580-3712-9 / ポストカードブック付き限定版 ISBN 978-4-7580-3713-6
3. 2022年8月25日発売、通常版 ISBN 978-4-7580-3776-1 / CD付き限定版 ISBN 978-4-7580-3777-8
4. 2023年2月25日発売、通常版 ISBN 978-4-7580-3850-8 / 小冊子付き限定版 ISBN 978-4-7580-3851-5
5. 2023年10月25日発売、通常版 ISBN 978-4-7580-3940-6 / 小冊子付き限定版 ISBN 978-4-7580-3941-3
6. 2023年11月25日発売、通常版 ISBN 978-4-7580-3957-4 / SPECIAL ART BOOK+付き限定版  ISBN 978-4-7580-3956-7

ヒプノシスマイク -Division Rap Battle- side D.H & B.A.T +
漫画はcalamarium。『少年マガジンエッジ』（講談社）にて2022年11月号（2022年10月17日発売）より連載開始し、2023年11月号（2023年10月17日発売）まで連載された。同誌の休刊に伴い、続きのエピソードは単行本で描きおろされる。
1. 2023年7月14日発売、通常版 ISBN 978-4-06-532409-7 / CD付き限定版 ISBN 978-4-06-532410-3
2. 2023年12月15日発売、通常版 ISBN 978-4-06-534020-2 / CD付き限定版 ISBN 978-4-06-534019-6

### テレビアニメ
第1期は「『ヒプノシスマイク-Division Rap Battle-』Rhyme Anima」のタイトルで2020年10月から12月までTOKYO MXほかにて放送された。発表時は2020年7月からの放送が予定されていたが、新型コロナウイルスの影響で延期となった。
第2期は「『ヒプノシスマイク-Division Rap Battle-』Rhyme Anima +」のタイトルで2023年10月から12月まで放送された。

#### スタッフ
|                               | 第1期                                                            | 第2期                                                            |
| ----------------------------- | ---------------------------------------------------------------- | ---------------------------------------------------------------- |
| 原作・ 音楽プロデュース       | EVIL LINE RECORDS                                                | EVIL LINE RECORDS                                                |
| 監督                          | 小野勝巳                                                         | 小野勝巳                                                         |
| シリーズ構成                  | 吉田伸                                                           | 吉田伸                                                           |
| キャラクターデザイン          | 芝美奈子                                                         | 芝美奈子                                                         |
| キャラクターデザイン          | -                                                                | 森田莉奈                                                         |
| サブキャラクター デザイン     | 川口千里 新谷真昼                                                | 神本兼利 黒岩裕美 高橋沙江子                                     |
| プロップデザイン              | 江間一隆                                                         | 江間一隆                                                         |
| 美術設定                      | 岩澤美翠                                                         | 網頭瑛子 伊良波理沙 斉婉廷 滝沢麻菜美                            |
| 美術監督                      | 岡本綾乃                                                         | 岡本綾乃                                                         |
| 色彩設計                      | ホカリカナコ                                                     | ホカリカナコ                                                     |
| CGディレクター                | 野間裕介                                                         | 神田瑞帆                                                         |
| 撮影監督                      | 宮脇洋平                                                         | 宮脇洋平                                                         |
| 編集                          | 西村英一                                                         | 西村英一                                                         |
| 音楽                          | R・O・N                                                          | R・O・N                                                          |
| 音響監督                      | 本山哲                                                           | 本山哲                                                           |
| ゼネラルプロデューサー        | 宮本純乃介                                                       | 宮本純乃介                                                       |
| ゼネラルプロデューサー        | -                                                                | 三宅将典                                                         |
| プロデューサー                | 平野宗一郎                                                       | 平野宗一郎                                                       |
| プロデューサー                | 鈴木健太                                                         | 柴田岬                                                           |
| アニメーション プロデューサー | 北村京子                                                         | 北村京子                                                         |
| アニメーション制作            | A-1 Pictures                                                     | A-1 Pictures                                                     |
| 製作                          | 『ヒプノシスマイク- Division Rap Battle-』 Rhyme Anima製作委員会 | 『ヒプノシスマイク- Division Rap Battle-』 Rhyme Anima製作委員会 |

#### アニメ版オリジナルの登場人物
第1期
トム・ウィスパー・ウェザコック
声 - 深川和征
寂雷曰く「一国に危機が訪れるとき、自由を守ろうとする政府や革命の志士を影で助ける戦士達」であるチーム『Secret Aliens』のリーダー。フォトグラファー。30歳。アイリス、太郎丸と共に街を練り歩き、各ディビジョンの活躍を写真に収めている。第6話ではBuster Bros!!!の三人に協力し、埼玉のラッパーによる池袋変電所の爆破テロを食い止めた。第7話ではシンジュク・ディビジョンの取材のために寂雷に会い、その際にかつて寂雷が野戦病院の医師を務めていた際、治療を受けた患者である事が明らかとなった。第12話で上記の正体を明かし、先に逃亡していたFling Posseを除く3チーム計9人のメンバーをチーム3人で圧倒した。正体を明かした時点では言の葉党が彼らが支援している難民キャンプを人質に取っていた為に協力していたと思われていたが、実際はクライアントである天谷奴零の指示で言の葉党に協力していた。
第2期第12話にて、アイリス、レックスと共に再登場。一郎たちに協力し、開闢門鬼哭に操られ暴徒化した住民＆中王区特殊部隊の鎮静化に尽力した。
アイリス・イノセント・トレイター
声 - Lynn
『Secret Aliens』のメンバーでWeb編集者。23歳。他の二人とは違い取材の際は手持ちのスマホカメラを使用する。過去に「子供の頃から嫌ほど世話になった」経験から警察が嫌い。第8話ではトムの指示でヨコハマ・ディビジョンの取材に向かい、入間が担当していた連続資産家強盗事件の捜査に（ハッカー仲間の三郎の力を借りつつ）協力した。
太郎丸レックス（たろうまる レックス）
声 - 濱野大輝
『Secret Aliens』のメンバーで、アシスタントカメラマン。16歳。自称『Tレックスの遺伝子を持つ男』。第7話ではトムからカメラを渡され、彼の指示でシブヤ・ディビジョンの取材を行った。
運命塚転石
声 - 津田健次郎
第1期第2・6・10話に登場。イケブクロディビジョンのラップチーム『テンダーロインズ』のリーダー。サブキャラ人気投票第2位。
五斗山頁（ごとやま ぺいじ）
声 - 江口拓也
第1期第2話に登場。違法マイクを用いて強盗を行おうとするも、Buster Brosに倒される。サブキャラ人気投票第1位。
第2期第1話にて再登場。Buster Brosへの復讐のため、池袋のホテルで立てこもり事件を引き起こす。大量の違法マイクを用いるも、寂雷、左馬刻、乱数の助太刀を経たBuster Brosに逆転負けを喫する。その後はフードの男に唆され今回の事件を引き起こした事を呟き、気絶した。
瑠璃川一葉（るりかわ かずは）
声 - 三好晃祐
第1期第7話に登場。観音坂独歩と同じ会社に勤務する同僚。表向きは独歩の手助けをしたり、自分の違う一面を見つけられた独歩が羨ましく思っているが、裏ではシンジュクで起きていた連続強盗犯の一人であり、独歩の上司の課長を階段から突き落とした張本人でもあった。本性を明かした後は、独歩に勝負を挑むが敗北した。

第2期
開闢門鬼哭（かいびゃくもん きこく）
声 - 鈴木達央
全身を黒いフードに包んだ男。かつて存在した国内最大のIT企業『BGグループ』の元CEOであり、機械工学の専門家。寂雷と獄とは大学の同期。子会社として笠子明、公魚悟が在籍していたイケブクロにあった町工場「ビギニングゲート」を運営していたが、中王区「言の葉党」のクーデターの中、矯正局長である棕櫚夏喜に明と悟が連行された末に殺され、「ビギニングゲート」も解体に追い込まれた事と、自身が摘出が不可能になるほどの脳腫瘍を患い死期を悟った事から、中王区への復讐と、国家転覆を誓う。第2期第1話にて中王区で起こした事件を皮切りに、明と悟のデータを学習させた人工知能ドローンを各地区に放ち、違法マイクに見せかけた超音波と催眠術を組み合わせた特殊映像で一般市民を暴徒化させる事件を引き起こした。TBHを通して各ディビジョンメンバーのデータを収集後、大量の人工知能ドローンを東京中に一斉に放ち中王区を崩壊寸前にまで追い詰めるも、「倒す」ことではなく「救う」ことを目的とした明と悟の想いを乗せたDivision All Starsのラップの前に敗北する。敗北後は中王区に護送されそうになるも、脳腫瘍を治すためという目的で寂雷が引き止めたのち、寂雷の病院に搬送された。
TBH / 艾健司（よもぎ けんじ）
声 - 上村祐翔
正体不明のDJグループ「TBH」のDJ。12歳で母を亡くし底辺に生きながらも、悪の道には染まらず自己学習を怠らなかった努力家であり、「ビギニングゲート」では開闢門鬼哭の補佐をしていた。第7話では各ディビジョンに懸賞金を懸け、40組のラップグループを招集した後に各ディビジョンメンバーのデータを収集するため、オオサカの巨大テーマパークを舞台としたバトルロイヤル大会『アンダーグラウンド・ディビジョンラップバトル』を開催。各ディビジョンメンバーのデータ収集に多大に貢献した事で開闢門から褒められたのち、涙を流した。
笠子明（かさご あきら）
声 - 狩野翔
かつて「ビギニングゲート」で働いており、Naughty Busters時代の一郎と空却と面識があった金物・金型職人の青年。ナゴヤ出身。本編開始から3年前、言の葉党のクーデターの際に逮捕後、真正ヒプノシスマイクの実験体にされ死亡する。
公魚悟（わかさぎ さとる）
声 - 阿座上洋平
かつて「ビギニングゲート」で笠子明と共に働いていた金物・金型職人の青年。オオサカ出身。本編開始から3年前、言の葉党のクーデターの際に逮捕後、真正ヒプノシスマイクの実験体にされ死亡する。
キアロ
声 - 狩野翔
全身を白いフードに包んだ男。DJグループ「TBH」のパフォーマー。その正体は笠子明のデータを学習した人工知能であり、本編中に登場していたのはドローンを通して映し出されていたホログラム映像であった。第11話ではドローンを動かすスーパーコンピュータを止めに現れた三郎たちを迎え撃つも敗北。スクーロに自身の戦闘データを分け与え、後を託す形で消滅した。
スクーロ
声 - 阿座上洋平
全身を白いフードに包んだ男。DJグループ「TBH」のパフォーマー。顔には多くの絆創膏が貼られている。その正体は公魚悟のデータを学習した人工知能。本編中に登場していたのはドローンを通して映し出されていたホログラム映像であった。第11話にて三郎たちに敗れたキアロと共に合体し、シンジュクの高層ビル内に配置されたスーパーコンピュータを止めに現れた二郎たちを迎え撃つも敗北し、消滅した。
棕櫚夏喜（しゅろ なつき）
声 - 木下紗華
中王区「言の葉党」矯正局長。左眼に黒い眼帯をしてムチを所持している。
開闢門鬼哭の会社であった『ビギニングゲート』を解体に追い込み、矯正と称して従業員であった笠子明、公魚悟を連行した末に殺害した、今回の事件の諸悪の根源。後に第2期第1話で開闢門鬼哭により報復を受け気絶させられ、現在は意識不明の状態となって入院している。東方天乙統女曰く「問題のある人物」であり、上記の事件も彼女の独断によって行われていた。
風呂井戸宙二（ふろいど ちゅうじ）
声 - 天田益男
第2期第2話にて登場。ヨコハマ市民による火貂組襲撃事件の際に現れた、頬に傷を持つ伝説の渡世人。手持ちの黄金マイクによるラップで20人を圧倒したという伝説が火貂組内で語り継がれていたが、実際はスナックのカラオケ採点で一番になった話に尾ひれが付いたものであり、ラップについては全くの素人。頬の傷もスナックで相席した客と喧嘩した際に付いたもの。当初、指名手配中の窃盗犯に特徴が似ていた事から襲撃事件の主犯と入間銃兎に疑われていたものの、後に宙二自身にアリバイが判明したため無罪放免となった。
犬山（いぬやま）
声 - 石毛翔弥
第2期第3話にて登場。ヴィジュアル系バンド『紅離悪琉（ベリアル）』のボーカリスト。対バンをした十四のバンド「アルゴξ(シー)楽団」の人気に嫉妬していた所にキアロとスクーロから違法マイクを与えられ暴徒化。十四のアマンダを奪い人質に取るも、空却と獄に奪い返され、Bad Ass Templeの前に敗北した。その後は他のメンバーが離れて一人になっていた所に十四に手を差し伸べられた事で彼の友人となり、「アルゴξ(シー)楽団」のファンの一員にもなった。
雉谷（きじたに）
声 - 新堂陽斗
第2期第3話にて登場。ヴィジュアル系バンド『紅離悪琉（ベリアル）』のメンバー。おばあちゃん子。
猿橋（さるはし）
声 - 大町知広
第2期第3話にて登場。ヴィジュアル系バンド『紅離悪琉（ベリアル）』のメンバー。学生時代は優れたテニスプレーヤーであったが、本当にやりたかった事はバスケットボールであった。
雄鶏屋我虎羅（おんどりや われこら）
声 - こばたけまさふみ
第2期第4話にて登場。お笑い芸人であり、持ちギャグは「夢見るダルマ、ぷっく～！」。元々はコンビを組んで活動をしていたが、相方が「どついたれ本舗」の漫才を観て挫折し、コンビは解散。その後はピン芸人として活動するも長続きせず「どついたれ本舗」に嫉妬し続ける荒れた生活を送っていた。そこに現れたスクーロから違法マイクを与えられ暴徒化。「どついたれ本舗」に勝負を挑むも敗北した直後に転倒したショックで記憶喪失になってしまう。その後、記憶を取り戻すために盧笙と簓と共に大阪の街を周るも思い出せぬまま、違法マイクのデータ収集のための実験体として天谷奴零の手先に拉致される。しかしそこに現れたスクーロにより妨害され、この時のショックで記憶を取り戻すも改めて違法マイクを与えられ、再び暴徒化。「どついたれ本舗」に再び勝負を挑むも敗北。正気を取り戻した後は盧笙と簓が自分の記憶を取り戻す為に尽力してくれた事を思い出し、二人に感謝をした後に芸人として再起する事を誓った。
森村ひそか（もりむら）
声 - 松田颯水
第2期第4話にて登場。盧笙の教え子であり、雄鶏屋我虎羅の娘。様子がおかしくなった我虎羅の調査をしていた盧笙と簓に、父がかつて芸人であった過去を伝えた。
ナンバーワン
声 - 柳田淳一
第2期第5話にて登場。本名は不明。ホストクラブ「fragrance」ナゴヤ支店のナンバーワンホストであったが、シンジュク店から出張してきた一二三にナンバーワンの座を奪われた事から憤慨し、他のスタッフと共に店を出て行ってしまう。人員が足りなくなった事で一二三が痛い目を見る事を期待していたが、寂雷たちの協力でピンチを乗り越えた事を知り再び憤慨していた所にキアロから違法マイクを与えられ暴徒化。TBHの行方を追っていた麻天狼の三人の前に同じく暴徒化した取締役（声 - 中島ヨシキ）、支配人（声 - 田邊幸輔）、部長（声 - 新井良平）、プロデューサー（声 - 永塚拓馬）と共に現れラップバトルを挑むも敗北。バトル後は一二三に「今度はホストとしてナンバーワンを決めよう」と言われて許された事で涙を流した。
愛太（らぶた）
声 - 松岡禎丞
第2期第6話にて登場。仲間である漫画家の健太郎（声 - 川島零士）、株主のダイスケ（声 - 新祐樹）と共にFling Posseを模倣したチームを組んでいる青年。TBHの行方を追っていた左馬刻たちに第2期第4話で雄鶏屋我虎羅がスクーロに違法マイクで洗脳されている場面の目撃情報を与えた事から引き続きTBHの情報を探すも見つからず、嘘の情報を左馬刻たちに提供した。左馬刻たちにはバレなかったものの、視線が泳いでいた事から乱数には見抜かれており、彼からは「嘘吐きの紛い物」と突き放される。その後、自分の憧れた乱数のイメージと相違していた事から怒り、力が欲しいと空に向かって叫んだ時に現れたスクーロにより違法マイクを与えられ、健太郎、ダイスケと共に暴徒化。Fling Posseにラップバトルを挑むも敗北。バトル後は三人のリリックとラップに感動した事で涙を流しながら、オオサカにFling Posseの功績を後世まで伝えていく事を誓った。
sink of swim（シンク・オブ・スイム）
声 - 多田啓太、木村隼人、岡井カツノリ
第2期第7話にて登場。3人のスイマーで構成されたチーム。自身たちにさらに4人のスイマーを追加した合計7人態勢で挑むも、Buster Bros、Bad Ass Templeの前に敗北した。
服部 金夢（はっとり きむ）
声 - 三宅健太
第2期第9話にて登場。殺し屋により結成されたチーム「Shadows（シャドウズ）」のリーダー。瓢箪に注入したヘリウムガスを用いて乱数を追い詰めるも、その場に駆け付けたFling Posse、麻天狼の前に敗北。その後は再びヘリウムガスを用いて抵抗しようとするも、自身と同じく元・殺し屋である寂雷の当て身を受け、気絶した。
百地 銀河（ももち ぎんが）
声 - 藤原貴弘
第2期第9話にて登場。殺し屋により結成されたチーム「Shadows（シャドウズ）」の一員。

#### 主題歌

##### オープニング・エンディング
第1期
「ヒプノシスマイク -Rhyme Anima-」
Division All Starsによる第1期オープニングテーマ。作詞・作曲・編曲はinvisible manners。第13話では二番部分が挿入歌として使用された。
「絆 -IKEBUKURO ver.-」
Buster Bros!!!による第1期第1話 - 第3話エンディングテーマ。作詞はポチョムキン&YOSHIとtofubeats、作曲・編曲はtofubeats。
「絆 -YOKOHAMA ver.-」
MAD TRIGGER CREWによる第1期第4話 - 第6話エンディングテーマ。作詞はサイプレス上野とtofubeats、作曲・編曲はtofubeats。
「絆 -SHIBUYA ver.-」
Fling Posseによる第1期第7話 - 第9話エンディングテーマ。作詞は弥之助とtofubeats、作曲・編曲はtofubeats。
「絆 -SHINJUKU ver.-」
麻天狼による第1期第10話 - 第12話のエンディングテーマ。作詞はMr.Q、山田マン、tofubeats、作曲・編曲はtofubeats。
「Rhyme Anima's Mixtape」
Division All Starsによる第1期第13話エンディングテーマ。作詞・作曲・編曲はinvisible manners。

第2期
「RISE FROM DEAD」
Division All Starsによる第2期オープニングテーマ。作詞・作曲・編曲はinvisible manners。
「Next Stage -IKEBUKURO ver.-」
Buster Bros!!!による第2期第1話、第12話エンディングテーマ。作詞は焚巻、大蔵 from ケツメイシ、作曲・編曲は大蔵 from ケツメイシ。
「Next Stage -YOKOHAMA ver.-」
MAD TRIGGER CREWによる第2期第2話、第8話エンディングテーマ。作詞はFORK(ICE BAHN)、玉露(ICE BAHN)、KIT(ICE BAHN)、大蔵 from ケツメイシ、作曲・編曲は大蔵 from ケツメイシ。
「Next Stage -NAGOYA ver.-」
Bad Ass Templeによる第2期第3話、第7話エンディングテーマ。作詞はアフロ(MOROHA)、大蔵 from ケツメイシ、作曲・編曲は大蔵 from ケツメイシ。
「Next Stage -OSAKA ver.-」
どついたれ本舗による第2期第4話、第11話エンディングテーマ。作詞はSHINGO☆西成、大蔵 from ケツメイシ、作曲・編曲は大蔵 from ケツメイシ。
「Next Stage -SHINJUKU ver.-」
麻天狼による第2期第5話、第10話エンディングテーマ。作詞はGADORO、大蔵 from ケツメイシ、作曲・編曲は大蔵 from ケツメイシ。
「Next Stage -SHIBUYA ver.-」
Fling Posseによる第2期第6話、第9話エンディングテーマ。作詞はたなか、大蔵 from ケツメイシ、作曲・編曲は大蔵 from ケツメイシ。
「Hoodstar ＋」
Division All Starsによる第2期最終話エンディングテーマ。作詞・作曲・編曲はinvisible manners。

##### 劇中RAP
第1期
「Rhyme Anima's Mixtape -IKEBUKURO-」
第1話で使用。作詞・作曲・編曲はinvisible manners、歌はBuster Bros!!!。
「Rhyme Anima's Mixtape -YOKOHAMA-」
第1話で使用。作詞・作曲・編曲はinvisible manners、歌はMAD TRIGGER CREW。
「Rhyme Anima's Mixtape -SHIBUYA-」
第1話で使用。作詞・作曲・編曲はinvisible manners、歌はFling Posse。
「Rhyme Anima's Mixtape -SHINJUKU-」
第1話で使用。作詞・作曲・編曲はinvisible manners、歌は麻天狼。
「俺が一郎」
第2話で使用。作詞は好良瓶太郎、作曲・編曲は月蝕會議、歌は山田一郎（木村昴）。
「RUN THIS CITY」
第2話で使用。作詞は好良瓶太郎、作曲・編曲は月蝕會議、歌はBuster Bros!!!。
「WELCOME U」
第3話で使用。作詞・作曲・編曲はKohei by SIMONSAYZ、歌は麻天狼。
「RED ZONE (Don't test da Master)」
第4話で使用。作詞はKLOOZ、作曲・編曲はDJ WATARAI、歌はMAD TRIGGER CREW。
「SHIBUYA GHOST NIGHT」
第5話で使用。作詞はTOKYO HEALTH CLUB、作曲はYuki "T-GROOVE" Takahashi、Yuma Hara、TOKYO HEALTH CLUB、編曲はYuki "T-GROOVE" Takahashi、Yuma Hara、歌はFling Posse。
「3 Seconds Killer」
第6話で使用。作詞は好良瓶太郎、作曲・編曲は月蝕會議、歌はBuster Bros!!!。
「Fallin' 」
第7話で使用。作詞はPecori、作曲はTondenhey、編曲はODD Foot Works、歌は麻天狼。
「IKEBUKURO WEST GAME PARK」
第7話で使用。作詞は好良瓶太郎、作曲・編曲は月蝕會議、歌はBuster Bros!!!。
「Shinjuku Style 〜笑わすな〜」
第7話で使用。作詞はMr.Qと山田マン、作曲は安藤健作とhatch、編曲はラッパ我リヤ、歌は麻天狼。
「Bayside-Suicide」
第8話で使用。作詞はMUTA、作曲・編曲はELIONE、歌はMAD TRIGGER CREW。
「JACKPOT!」
第8話で使用。作詞・作曲・編曲はT-DOT、歌はFling Posse。
「D.R.B Rhyme Anima -1st Battle- Buster Bros!!! VS MAD TRIGGER CREW」
第9話で使用。作詞・作曲・編曲はinvisible manners、歌はBuster Bros!!!とMAD TRIGGER CREW。
「D.R.B Rhyme Anima -2nd Battle- Fling Posse VS 麻天狼」
第10話で使用。作詞・作曲・編曲はinvisible manners、歌はFling Posseと麻天狼。
「D.R.B Rhyme Anima -Final Battle- MAD TRIGGER CREW VS 麻天狼」
第11話で使用。作詞・作曲・編曲はinvisible manners、歌はMAD TRIGGER CREWと麻天狼。
「Love Dimension」
第12話で使用。作詞・作曲はm-flo、編曲はm-floとMitsunori Ikeda、歌はSecret Aliens。
「D.R.B Rhyme Anima -EX- The Diry Dawg VS Secret Aliens」
第13話で使用。作詞・作曲・編曲はinvisible manners、歌はThe Dirty DawgとSecret Aliens。

第2期
「Bring it on」
第1話で使用。作詞はRyohu、作曲・編曲はNeetz、歌はBuster Bros!!!。
「ジンギ (Pay Respect)」
第2話で使用。作詞はpeko、KennyDoes、ぽおるすみす、作曲・編曲はTAKAMICHI TSUGEI、歌はMAD TRIGGER CREW。
「SANITY」
第3話で使用。作詞は輪入道、作曲・編曲はA.G.O、歌はBad Ass Temple。
「New World」
第4話で使用。作詞はALI-KICK、作曲・編曲はSOIL&"PIMP"SESSIONS、歌はどついたれ本舗。
「Dive in」
第5話で使用。作詞はSKRYU、作曲はNoconoco、SAME、SKRYU、編曲はNoconoco、SAME、歌は麻天狼。
「AN IDOL」
第6話で使用。作詞はOHTORA、Rin音、作曲はmaeshima Soshi、OHTORA、Rin音、編曲はmaeshima Soshi、歌はFling Posse。
「We go with the flow」
第7話で使用。作詞はsty、作曲はDirty Orange、sty、編曲はDirty Orange、歌はBuster Bros!!!、Bad Ass Temple。
「PUMP IT UP」
第8話で使用。作詞はKouhei by SIMONSAYZ、作曲はKouhei by SIMONSAYZ、R・O・N、編曲はR・O・N、歌はMAD TRIGGER CREW、どついたれ本舗。
「FIGHTER’S ROAD」
第9話で使用。作詞・作曲・編曲はCHI-MEY、歌はFling Posse、麻天狼。
「BATTLE ANIMA＋01」
第10話で使用。作詞・作曲・編曲はinvisible manners、歌はTBH /キアロ&スクーロ VS Division Leaders。
「BATTLE ANIMA＋02」
第11話で使用。作詞・作曲・編曲はinvisible manners、歌はキアロ VS Division All Stars -3rd Team-。
「BATTLE ANIMA＋03」
第12話で使用。作詞・作曲・編曲はinvisible manners、歌はスクーロ VS Division All Stars -2nd Team-。
「RELIEVE」
最終話で使用。作詞・作曲・編曲はinvisible manners、歌は開闢門鬼哭 VS Division All Stars。

#### 各話リスト
| 話数  | サブタイトル                                                                                | 脚本         | 絵コンテ   | 演出         | 作画監督 | 総作画監督                        | 初放送日       |       |       |       |       |       |       |       |       |       |       |       |       |       |       |       |       |       |
| 第1期 | 第1期                                                                                       | 第1期        | 第1期      | 第1期        | 第1期 | 第1期                             | 第1期          | 第1期 | 第1期 | 第1期 | 第1期 | 第1期 | 第1期 | 第1期 | 第1期 | 第1期 | 第1期 | 第1期 | 第1期 | 第1期 | 第1期 | 第1期 | 第1期 | 第1期 |
| ----- | ------------------------------------------------------------------------------------------- | ------------ | ---------- | ------------ | --- | --------------------------------- | -------------- | ----- | ----- | ----- | ----- | ----- | ----- | ----- | ----- | ----- | ----- | ----- | ----- | ----- | ----- | ----- | ----- | ----- |
| #01   | As soon as man is born he begins to die.                                                    | 百瀬祐一郎   | 小野勝巳   | 小野勝巳     | 竹内由香里 朝井聖子 | 芝美奈子                          | 2020年 10月3日 |       |       |       |       |       |       |       |       |       |       |       |       |       |       |       |       |       |
| #02   | Speak of the devil and he will appear.                                                      | 鈴木やすゆき | 古田丈司   | 山本隆太     | 神本兼利 藤岡真紀 西川絵奈 | 落合瞳                            | 10月10日       |       |       |       |       |       |       |       |       |       |       |       |       |       |       |       |       |       |
| #03   | Two heads are better than one.                                                              | 吉田伸       | 丸山裕介   | 丸山裕介     | 小松沙奈 戸髙真希 黒岩裕美 | 黒岩裕美                          | 10月17日       |       |       |       |       |       |       |       |       |       |       |       |       |       |       |       |       |       |
| #04   | A friend in need is a friend indeed.                                                        | 百瀬祐一郎   | 児谷直樹   | 児谷直樹     | 福世真奈美 GU JINQIU CHEN YUFENG HANG QINGHUA WANG ZHENYE YU TIANXIANG | 芝美奈子 落合瞳                   | 10月24日       |       |       |       |       |       |       |       |       |       |       |       |       |       |       |       |       |       |
| #05   | Seeing is believing.                                                                        | 鈴木やすゆき | 小野勝巳   | 関暁子       | 前田学史 西川絵奈 | 落合瞳                            | 10月31日       |       |       |       |       |       |       |       |       |       |       |       |       |       |       |       |       |       |
| #06   | He who laughs last, laughs best.                                                            | 吉田伸       | 相澤伽月   | 嵯峨敏       | 朝井聖子 小松沙奈 西川絵奈 松本美雪 | 竹内由香里                        | 11月7日        |       |       |       |       |       |       |       |       |       |       |       |       |       |       |       |       |       |
| #07   | The darkest hour is just before the dawn.                                                   | 吉田伸       | 古田丈司   | 山本隆太     | 森田莉奈 藤岡真紀 晶貴孝二 神本兼利 八角彩香 竹内由香里 | 竹内由香里                        | 11月14日       |       |       |       |       |       |       |       |       |       |       |       |       |       |       |       |       |       |
| #08   | Dead men tell no tales.                                                                     | 鈴木やすゆき | 柴田裕介   | 柴田裕介     | 小松沙奈 西尾智恵 合田麻美 中本尚 | 落合瞳                            | 11月21日       |       |       |       |       |       |       |       |       |       |       |       |       |       |       |       |       |       |
| #09   | Life is what you make it.                                                                   | 百瀬祐一郎   | 小野勝巳   | のがみかずお | 斉藤千恵 前田学史 合田麻美 西川絵奈 朝井聖子 福世真奈美 | 竹内由香里                        | 11月28日       |       |       |       |       |       |       |       |       |       |       |       |       |       |       |       |       |       |
| #10   | Today is a good day to die.                                                                 | 鈴木やすゆき | 相澤伽月   | 関暁子       | 晶貴孝二 森田莉奈 西川絵奈 戸髙真希 大貫巧 松本美雪 二宮奈那子 | 落合瞳 竹内由香里                 | 12月5日        |       |       |       |       |       |       |       |       |       |       |       |       |       |       |       |       |       |
| #11   | No pain, no gain.                                                                           | 鈴木やすゆき | 相澤伽月   | 柴田裕介     | 八角彩香 藤岡真紀 吉開順子 合田麻美 神本兼利 黒岩裕美 金子美咲 西川絵奈 練馬ネリ GU JINQIU CHEN YUFENG HANG QINGHUA WANG ZHENYE YU TIANXIANG ZHAO LING                                             | 芝美奈子 竹内由香里 落合瞳        | 12月12日       |       |       |       |       |       |       |       |       |       |       |       |       |       |       |       |       |       |
| #12   | You can't make an omelet without breaking eggs.                                             | 吉田伸       | 古田丈司   | 山本隆太     | 小松沙奈 鈴木理彩 川村敏江 西川絵奈 熊川ありさ 松井瑠生 石川愛理 斉藤千恵 りお 前田学史 さのえり 金炅垠 池田志乃 晶貴孝二 中谷友紀子 戸髙真希 中本尚 Kim Yu-sun                                    | 竹内由香里 落合瞳                 | 12月19日       |       |       |       |       |       |       |       |       |       |       |       |       |       |       |       |       |       |
| #13   | Tomorrow is another day.                                                                    | 吉田伸       | 小野勝巳   | 小野勝巳     | 晶貴孝二 鈴木奈都子 松本美雪 神本兼利 高橋沙江子 和田慎平 西尾智恵 藤岡真紀 森田莉奈 中島竹流 前田学史 松井瑠生 永野美春 西川絵奈 鈴木理彩 金炅垠 GU JINQIU CHEN YUFENG HANG QINGHUA CHEN JIEQIONG | 竹内由香里 落合瞳                 | 12月26日       |       |       |       |       |       |       |       |       |       |       |       |       |       |       |       |       |       |
| 第2期 |                                                                                             |              |            |              | |                                   |                |       |       |       |       |       |       |       |       |       |       |       |       |       |       |       |       |       |
| #01   | Revenge is a dish best served cold.                                                         | 吉田伸       | 小野勝巳   | 小野勝巳     | 中岡響香 高橋沙江子 藤岡真紀 晶貴孝二 | 芝美奈子                          | 2023年 10月7日 |       |       |       |       |       |       |       |       |       |       |       |       |       |       |       |       |       |
| #02   | Side with the weak and crush the strong.                                                    | 鈴木やすゆき | 池田愛彩   | 池田愛彩     | 伊藤美奈 大貫巧 小川玖理周 神本兼利 栗原なつ未 佐藤ひかる 白鳥ななみ 染谷友梨花 戸髙真希 原田ゆうか ハンミンギ 杉浦ゆとり 楊鋭                                                                     | 落合瞳                            | 10月14日       |       |       |       |       |       |       |       |       |       |       |       |       |       |       |       |       |       |
| #03   | Happiness depends upon ourselves.                                                           | 菅原雪絵     | 清水雄大   | 清水雄大     | 中岡響香 錦見楽 二瓶令暁 三浦綾華 しまだひであき 戸髙真希 市橋雄一 佐藤ひかる 安岡幸恵 杜野都 関暁子 Kidi 中尾香奈美 和田慎平 上海ファントムアニメーション 杉浦ゆとり                              | 黒岩裕美 藤岡真紀 森田莉奈        | 10月21日       |       |       |       |       |       |       |       |       |       |       |       |       |       |       |       |       |       |
| #04   | There is little success where there is little laughter.                                     | 鈴木やすゆき | 柴田裕介   | 柴田裕介     | 藤岡真紀 三浦綾華 大貫巧 和田慎平 石川智美 市橋雄一 林子皓 杜野都 大橋勇吾 Kidi | 森田莉奈                          | 10月28日       |       |       |       |       |       |       |       |       |       |       |       |       |       |       |       |       |       |
| #05   | As soon as you trust yourself, you will know how to live.                                   | 菅原雪絵     | 関暁子     | 関暁子       | しまだひであき 鈴木理彩 髙久美弥 中尾香奈美 中岡響香 二瓶令暁 | 落合瞳                            | 11月4日        |       |       |       |       |       |       |       |       |       |       |       |       |       |       |       |       |       |
| #06   | Friendship is a single soul dwelling in three bodies.                                       | 鈴木やすゆき | 関暁子     | 山口勇       | 髙久美弥 二瓶令暁 加藤明日美 原田ゆうか 高橋沙江子 関暁子 染谷友梨花 松田萌 伊藤美奈 | 森田莉奈 落合瞳                   | 11月11日       |       |       |       |       |       |       |       |       |       |       |       |       |       |       |       |       |       |
| #07   | Hell is empty and all the devils are here.                                                  | 吉田伸       | 渡真利晃喜 | 渡真利晃喜   | 晶貴孝二 鈴木理彩 白鳥ななみ 大貫巧 中尾香奈美 しまだひであき 佐藤ひかる 安岡幸恵 市橋雄一 水澤智可 迫江沙羅 関暁子 三浦綾華 無錫月霊動画                                                          | 藤岡真紀 黒岩裕美 森田莉奈 落合瞳 | 11月18日       |       |       |       |       |       |       |       |       |       |       |       |       |       |       |       |       |       |
| #08   | Each of us bears his own Hell.                                                              | 菅原雪絵     | 渡真利晃喜 | 池田愛彩     | 晶貴孝二 神本兼利 白鳥ななみ 戸髙真希 佐藤ひかる 大貫巧 和田慎平 中岡響香 安岡幸恵 内田百香 中尾香奈美 朱至峰 杨国福 龍光 明光 上海樊特姆動画                                                      | 落合瞳 黒岩裕美 藤岡真紀          | 11月25日       |       |       |       |       |       |       |       |       |       |       |       |       |       |       |       |       |       |
| #09   | The North Wind and the Sun.                                                                 | 吉田伸       | 清水雄大   | 清水雄大     | 晶貴孝二 三浦綾華 二瓶令暁 戸髙真希 佐藤ひかる 大貫巧 山本真夕子 細田沙織 安岡幸恵 内田百香 松本美雪 中尾香奈美 白鳥ななみ 中山由美 無錫月霊動画 龍光                                              | 落合瞳 黒岩裕美 藤岡真紀          | 12月2日        |       |       |       |       |       |       |       |       |       |       |       |       |       |       |       |       |       |
| #10   | Every new beginning comes from some other beginning's end.                                  | 吉田伸       | 柴田裕介   | 柴田裕介     | 神本兼利 鈴木理彩 しまだひであき 栗原なつ未 髙久美弥 戸髙真希 笹川弥幸 中尾彩香 安岡幸恵 陳韋寧 二瓶令暁 松本美雪 大貫巧 佐藤ひかる 無錫市淏明动漫游戏开发工作室                                   | 森田莉奈 落合瞳 藤岡真紀          | 12月9日        |       |       |       |       |       |       |       |       |       |       |       |       |       |       |       |       |       |
| #11   | There are no goodbyes for us. Wherever you are, you will always be in my heart.             | 吉田伸       | 渡真利晃喜 | 渡真利晃喜   | 晶貴孝二 白鳥ななみ 中岡響香 中山由美 二瓶令暁 原田ゆうか 劉玟萱 星河 孙振亮 朱至峰 杨国福 明光 JION 余波 丘 岡遼子 三宅舞子                                                                       | 藤岡真紀 落合瞳                   | 12月16日       |       |       |       |       |       |       |       |       |       |       |       |       |       |       |       |       |       |
| #12   | Tears come from the heart and not from the brain.                                           | 鈴木やすゆき | Royden B   | 山口勇       | 三浦綾華 戸髙真希 白鳥ななみ 佐藤ひかる 大貫巧 山本真夕子 細田沙織 安岡幸恵 中尾香奈美 松本美雪 池田志乃 高橋沙江子 直木祥子 中岡響香 柴田裕介 星河 無錫月霊動画 志能美クリエイティブ              | 森田莉奈 落合瞳 藤岡真紀          | 12月23日       |       |       |       |       |       |       |       |       |       |       |       |       |       |       |       |       |       |
| #13   | Where there's hope, there's life. It fills us with fresh courage and makes us strong again. | 吉田伸       | 小野勝巳   | 小野勝巳     | 神本兼利 内田百香 陳韋寧 鈴木理彩 髙久美弥 原田ゆうか 田島彩 二瓶令暁 参鍋渚 中尾彩香 笹川弥幸 宮田かんち 佐藤ひかる 中岡響香 松本美雪 陳婷婷 岡遼子 三宅舞子                                      | 森田莉奈 落合瞳 藤岡真紀 黒岩裕美 | 12月30日       |       |       |       |       |       |       |       |       |       |       |       |       |       |       |       |       |       |

#### 放送局
| 放送期間                       | 放送時間                     | 放送局       | 対象地域   | 備考                    |
| ------------------------------ | ---------------------------- | ------------ | ---------- | ----------------------- |
| 2020年10月3日 - 12月26日       | 土曜 0:00 - 0:30（金曜深夜） | TOKYO MX     | 東京都     |                         |
|                                |                              | とちぎテレビ | 栃木県     |                         |
|                                |                              | 群馬テレビ   | 群馬県     |                         |
|                                |                              | BS11         | 日本全域   | BS放送 /『ANIME+』枠    |
| 2020年10月4日 - 12月27日       | 日曜 1:20 - 1:50（土曜深夜） | テレビ愛知   | 愛知県     |                         |
|                                | 日曜 2:08 - 2:38（土曜深夜） | 毎日放送     | 近畿広域圏 | 『アニメシャワー』第1部 |
| 2020年10月17日 - 2021年1月16日 | 土曜 23:00 - 23:30           | アニマックス | 日本全域   | BS・CS放送              |
| 2020年12月22日 - 2021年3月23日 | 火曜 1:20 - 1:50（月曜深夜） | 九州朝日放送 | 福岡県     | [ 125 ]                 |

| 配信開始日    | 配信時間                     | 配信サイト |
| ------------- | ---------------------------- | --- |
| 2020年10月3日 | 土曜 0:00 - 0:30（金曜深夜） | ABEMA |
| 2020年10月5日 | 月曜 12:00 更新              | dアニメストア U-NEXT アニメ放題 Amazonプライム・ビデオ GYAO! バンダイチャンネル Hulu TELASA J:COMオンデマンド ビデオマーケット DMM.com music.jp ひかりTV FOD ニコニコチャンネル |
|               | 月曜 23:30 - 火曜 0:00       | ニコニコ生放送 |

| 放送期間                       | 放送時間                     | 放送局       | 対象地域   | 備考                                 |
| ------------------------------ | ---------------------------- | ------------ | ---------- | ------------------------------------ |
| 2023年10月7日 - 12月30日       | 土曜 0:00 - 0:30（金曜深夜） | TOKYO MX     | 東京都     |                                      |
|                                |                              | とちぎテレビ | 栃木県     |                                      |
|                                |                              | 群馬テレビ   | 群馬県     |                                      |
|                                |                              | BS11         | 日本全域   | BS放送 /『ANIME+』枠                 |
| 2023年10月8日 - 12月31日       | 日曜 2:08 - 2:38（土曜深夜） | 毎日放送     | 近畿広域圏 | 『アニメシャワー』第1部              |
|                                | 日曜 2:05 - 2:35（土曜深夜） | テレビ新潟   | 新潟県     | [ 注 3 ]                             |
| 2023年10月8日 - 2024年1月7日   | 日曜 2:39 - 3:09（土曜深夜） | CBCテレビ    | 中京広域圏 |                                      |
| 2023年10月9日 - 2024年1月8日   | 月曜 1:50 - 2:20（日曜深夜） | 福岡放送     | 福岡県     |                                      |
| 2023年10月10日 - 2024年1月2日  | 火曜 20:30 - 21:00           | AT-X         | 日本全域   | CS放送 / 字幕放送 / リピート放送あり |
| 2023年10月11日 - 2024年1月10日 | 水曜 1:40 - 2:10（火曜深夜） | 静岡放送     | 静岡県     | 『スーパーアニメ6区』枠              |
| 2023年10月11日 - 2024年1月17日 | 水曜 1:20 - 1:50（火曜深夜） | 長野朝日放送 | 長野県     |                                      |
| 2023年10月12日 - 2024年1月11日 | 木曜 1:15 - 1:45（水曜深夜） | 岡山放送     | 岡山県     |                                      |
| 2023年10月13日 - 2024年1月12日 | 金曜 1:59 - 2:29（木曜深夜） | 札幌テレビ   | 北海道     |                                      |
| 2023年10月14日 - 2024年1月13日 | 土曜 2:08 - 2:38（金曜深夜） | 中国放送     | 広島県     |                                      |
|                                | 土曜 2:29 - 2:59（金曜深夜） | ミヤギテレビ | 宮城県     |                                      |

| 配信開始日     | 配信時間                     | 配信サイト                                                                                     |
| -------------- | ---------------------------- | ---------------------------------------------------------------------------------------------- |
| 2023年10月7日  | 土曜 0:00 - 0:30（金曜深夜） | ABEMA                                                                                          |
| 2023年10月10日 | 火曜 12:00 更新              | Prime Video dアニメストア Lemino U-NEXT アニメ放題 バンダイチャンネル Hulu FOD DMM TV ニコニコ |
| 2023年10月11日 | 水曜 0:00（火曜深夜） 更新   | TELASA J:COMオンデマンドメガパック みるプラス auスマートパスプレミアム                         |

#### BD / DVD
| 巻 | 発売日         | 収録話          | 規格品番   | 規格品番   |
| 巻 | 発売日         | 収録話          | BD限定版   | DVD限定版  |
| -- | -------------- | --------------- | ---------- | ---------- |
| 1  | 2020年12月23日 | 第1話 - 第2話   | ANZX-14321 | ANZB-14321 |
| 2  | 2021年2月10日  | 第3話 - 第4話   | ANZX-14322 | ANZB-14322 |
| 3  | 2021年3月17日  | 第5話 - 第7話   | ANZX-14323 | ANZB-14323 |
| 4  | 2021年4月14日  | 第8話 - 第10話  | ANZX-14324 | ANZB-14324 |
| 5  | 2021年5月19日  | 第11話 - 第13話 | ANZX-14325 | ANZB-14325 |

| 巻 | 発売日         | 収録話          | 規格品番   | 規格品番   |
| 巻 | 発売日         | 収録話          | BD限定版   | DVD限定版  |
| -- | -------------- | --------------- | ---------- | ---------- |
| 1  | 2023年12月20日 | 第1話 - 第2話   | ANZX-16171 | ANZB-16171 |
| 2  | 2024年2月28日  | 第3話 - 第4話   | ANZX-16172 | ANZB-16172 |
| 3  | 2024年3月27日  | 第5話 - 第6話   | ANZX-16173 | ANZB-16173 |
| 4  | 2024年4月24日  | 第7話 - 第8話   | ANZX-16174 | ANZB-16174 |
| 5  | 2024年5月29日  | 第9話 - 第10話  | ANZX-16175 | ANZB-16175 |
| 6  | 2024年6月26日  | 第11話 - 第13話 | ANZX-16176 | ANZB-16176 |

### ゲーム
『ヒプノシスマイク -Alternative Rap Battle-』のタイトルで、iOS/Android版が2020年3月26日に配信され、Nintendo Switch版が2024年12月19日に発売された。中王区が開催する「オルタナティブラップバトル」を舞台としたゲームオリジナルストーリー。主人公（プレイヤー）は見習いのDJとしてオルタナティブラップバトルに参加するという設定から始まる。ゲーム内では「KILLER SCRATCH!!」というリズムゲームもでき、ヒプノシスマイクの楽曲をプレイすることができる。

#### ゲーム版オリジナルの登場人物
満天星 呂駒呂（どうだんつつじ ろくろ）
声 - 楠大典
DJ ROKUROとして活動するDJ。プレイヤーの師匠であり、親代わり。
アミリア・百鬼（アミリア・なきり）
声 - 千菅春香
酒場「Port harbor」の店主。
寒苦鳥 等閑（かんくちょう なおざり）
声 - 佐々健太
呂駒呂の知り合いの探偵。
艨艟 鵺（もうどう ぬえ）
声 - 沖野晃司
東都で活躍するイベントオーガナイザー。
匕首 御籤 (あいくち みくじ)
声 - 菊地 燎
【チャーム】のある場所に現れる謎の男。死神と呼ばれている。
徒矢 金糸雀 (あだや かなりあ)
声 - 田村ゆかり
警視庁・公安部に所属。
『ヒプノシスマイク -Dream Rap Battle-』のタイトルで、iOS/Android版が2024年11月20日に配信された。通称「ヒプドリ」。「AI」をメインモチーフとしたゲームオリジナルストーリー。主人公（プレイヤー）は実習生として【ゴースト】というAIに立ち向かうという設定から始まる。ゲーム内では簡単操作でラップバトルができる。2025年9月30日12時をもってサービスを終了予定。

### ラジオ
ヒプノシスRADIO supported by Spotify
2019年10月から2020年3月までTOKYO FMにて毎週月曜日 21:30 - 21:55 に放送。
月毎に3回、Buster Bros!!!、MAD TRIGGER CREW、Fling Posse、麻天狼、どついたれ本舗、Bad Ass Templeのディビジョンの各一人づつが持ち回りでパーソナリティを勤める。ゲスト回には楽曲提供アーティストがパーソナリティを勤めている。ナビゲーターは矢島大地。
Spotify HYPNOSIS WAVE
2021年2月から9月までJ-WAVEにて毎週金曜日 24:30 - 25:00 に放送。
イケブクロ、ヨコハマ、シブヤ、シンジュク、オオサカ、ナゴヤというディビジョン(地区)ごとに月替わりで、毎週1人ずつ週替わりでナビゲーターを担当する。ナビゲーターはSascha。

### Web番組
『ヒプノシスマイク -ニコ生 Rap Battle-』のタイトルで2017年10月29日よりニコニコ生放送にて配信。イベント中継時は「-Division Rap Meeting-」となる。
リニューアル版となる『ヒプノシスマイク-Division Rap Battle- HPNM（ヒプナマ）Hangout!』は2020年10月14日よりYouTubeにて配信。

### 舞台
『ヒプノシスマイク-Division Rap Battle-』Rule the Stageのタイトルで2019年11月から上演。通称ヒプステ。Battle of Pride 2023をもって現行キャストは全員卒業となる。
シリーズの新作『ヒプノシスマイク -Division Rap Battle-』Rule the Stage -New Encounter- の上演が決定，18名の新キャストが出演する
演出は植木豪、脚本は亀田真二郎。ナレーションは山寺宏一が担当した。ダンサーには、植木の盟友であるダンスボーカルグループBeat Buddy Boiのメンバーを中心としたダンサー陣がダンスチーム「Division Dance Battle」として参加している。

#### キャスト（舞台版）
原作キャラクターのみ記載。舞台版オリジナルキャラクターについては#舞台版オリジナルの登場人物を参照。
- イケブクロ・ディビジョン Buster Bros!!!
  - 山田一郎 -  高野洸、石川凌雅
  - 山田二郎 -  松田昇大、松岡拳紀介
  - 山田三郎 -  秋嶋隆斗[注 4]/ 永島龍之介、高野渉聖
- ヨコハマ・ディビジョン MAD TRIGGER CREW
  - 碧棺左馬刻 -  阿部顕嵐、植原卓也
  - 入間銃兎 -  水江建太、YUKI
  - 毒島・メイソン・理鶯 -  バーンズ勇気、益永拓弥
- シブヤ・ディビジョン Fling Posse
  - 飴村乱数 -  世古口凌[注 5]/安井謙太郎[注 6]、三井淳平
  - 夢野幻太郎 -  前山剛久[注 5]/坂田隆一郎[注 7]、今井俊斗
  - 有栖川帝統 -  滝澤諒、木津谷泰勇
- シンジュク・ディビジョン 麻天狼
  - 神宮寺寂雷 -  鮎川太陽、小波津亜廉
  - 伊弉冉一二三 -  新木宏典、安藤夢叶
  - 観音坂独歩 -  宮城紘大[注 5]/井出卓也、中下雄貴
- オオサカ・ディビジョン どついたれ本舗
  - 白膠木簓 -  荒牧慶彦、北出流星
  - 躑躅森盧笙 -  里中将道、飯田寅義
  - 天谷奴零 -  東山義久[注 8]/郷本直也、喜史川大私
- ナゴヤ・ディビジョン Bad Ass Temple
  - 波羅夷空却 -  廣野凌大、中西智也
  - 四十物十四 -  加藤大悟、酒寄楓太
  - 天国獄 -  青柳塁斗、中塚皓平
- 中王区
  - 東方天乙統女 -  菜々香
  - 勘解由小路無花果 -  白峰ゆり
  - 碧棺合歓 -  高橋桃子
  - 邪答院 仄仄 -  太田夢莉
- その他
  - 神奈備衢 -  糸川耀士郎

#### 舞台版オリジナルの登場人物

##### North Bastard（ノース バスタード）
アカバネ・ディビジョン代表チーム。リーダーは堂庵和聖。
堂庵 和聖（どうあん かずさと）【MC Darkness/エムシー ダークネス】
演 - 岸本勇太
山田 一郎の幼馴染み。表の顔は気弱なサラリーマンだが、裏ではアカバネ・ディビジョンの不良たちで作られた一大組織を取り仕切る。
狐久里 梁山（こくり りょうざん）【MC Griffin/エムシー グリフィン】
演 - 南部海人
ヨコハマ・ディビジョン出身の詐欺師。碧棺 左馬刻とは因縁の仲。
蛇穴 健栄（さらぎ けんえい）【MAD Snake/マッド スネーク】
演 - 松浦司
元は軍の研究員としてマイク関連の開発に携わっていた。堂庵 和聖の右腕。

##### 鬼瓦ボンバーズ（おにがわらボンバーズ）
アサクサ・ディビジョン代表チーム。リーダーは鬼灯甚八。
鬼灯 甚八（ほおずき じんぱち）【Demon's Fire/デーモンズ ファイヤー】
演 - 加藤良輔
大工の棟梁で、昔気質の江戸っ子。元々は草野球チームであった鬼瓦ボンバーズのリーダーで、地元の人々から慕われている。
駒形 正宗（こまがた まさむね）【Bacchus/バッカス】
演 - 和田泰右
能天気で酒好きな酒屋店主。草野球チーム・鬼瓦ボンバーズのメンバー。有栖川帝統がトラブルを起こしたアサクサのスロット店の常連。
影向 道四郎（ようごう どうしろう）【NiHachi/ニハチ】
演 - 結城伽寿也
浅草寺の奥にある蕎麦屋の料理人。草野球チーム・鬼瓦ボンバーズのメンバーで、3人のなかでは弟分。

##### D4（ディーフォー）
脱獄犯により構成されたチーム。リーダーは谷ケ崎伊吹。
谷ケ崎 伊吹（やがさき いぶき）
演 - 高橋駿一
有馬 正弦（ありま せいげん）
演 - 福澤侑
阿久根 燐童（あくね りんどう）
演 - 岡野海斗
時空院 丞武（じくういん じょうぶ）
演 - 後藤大

##### WESTEND-MAFIA（ウエストエンド マフィア）
ハチオウジ・ディビジョン代表。半グレ集団により構成されたチーム。リーダーは按雲真日瑠。
按雲 真日瑠（しらくも まひる）
演 - SHIN
五十里 蘭丸（いがり らんまる）
演 - 手島聖貴
茶臼山 良経（さきやま よしつね）
演 - 奥村等士
霧村徳磨（きりむら とくま）
演 - Jun
飛砂風 紫⾳（ひさかぜ しおん）
演 - 蒼井嵐樹

##### 中王区
舞台『-Renegades of Female-』に登場するオリジナルキャラクター。
天都己 一愛（あまつみ いのり）
演 - 涼邑芹
ツクヨミ
演 - 田野優花
舞台『-Ideal and Reality-』に登場するオリジナルキャラクター。
天都己 一香（あまつみ いつか）
演 - 田野優花
三条院 蒼乃⾵（さんじょういん そのか）
演 - 鈴木友梨耶
東雲 朧（しののめ おぼろ）
演 - 鈴木南那佳

##### その他の登場人物（舞台版）
舞台『track.3』に登場するオリジナルキャラクター。
大蜘蛛 弾襄（おおぐも だんじょう）
演 - 植野堀誠
キョウト・ディビジョンを総本山とする新興宗教団体・糸の会の教祖。元は前政権の要人で、中王区を恨み教団を違法マイクで武装する。
小鳥遊 ハル（たかなし はる）
演 - 星乃勇太
躑躅森 盧笙が教鞭をとる高校の生徒で、漫才トリオ・道頓堀ダイバーズのツッコミ担当。祖母と共に糸の会に入信する。
綿本 裕孝（わたもと ひろたか）
演 - 北乃颯希
躑躅森 盧笙が教鞭をとる高校の生徒で、漫才トリオ・道頓堀ダイバーズのボケ担当。愛称はヒロリン。
茜ヶ久保 遼太郎（あかねがくぼ りょうたろう）
演 - 髙橋祐理
躑躅森 盧笙が教鞭をとる高校の生徒で、漫才トリオ・道頓堀ダイバーズのボケ担当。愛称はリョータ。
舞台『MAD TRIGGER CREW ＆ どついたれ本舗 feat. 道頓堀ダイバーズ』に登場するオリジナルキャラクター。
寶井 灯依⾥（たからい ひより）
演 - 世界
舞台『Mix Tape1 Revenge』に登場するオリジナルキャラクター。
正親町 直里（おおぎまち すぐり）
演 - 吉岡佑

#### 公演日程（舞台）
| 公演タイトル | 日程                                                                 | 会場                                                                   | 登場キャラクター                                                                               |
| --- | -------------------------------------------------------------------- | ---------------------------------------------------------------------- | ---------------------------------------------------------------------------------------------- |
| 『ヒプノシスマイク-Division Rap Battle-』Rule the Stage -track.1-                                                          | 2019年11月15日 - 12月1日                                             | 品川プリンスホテル ステラボール                                        | Buster Bros!!! MAD TRIGGER CREW North Bastard                                                  |
| 『ヒプノシスマイク-Division Rap Battle-』Rule the Stage -track.2-                                                          | 2020年8月12日 - 19日                                                 | 品川プリンスホテル ステラボール                                        | Fling Posse 麻天狼 鬼瓦ボンバーズ                                                              |
| 『ヒプノシスマイク-Division Rap Battle-』Rule the Stage -track.3-                                                          | 2020年10月2日 - 11日                                                 | TOKYO DOME CITY HALL                                                   | どついたれ本舗 Bad Ass Temple 舞台版オリジナルキャラクター                                     |
| 『ヒプノシスマイク-Division Rap Battle-』Rule the Stage -track.4-                                                          | 東京：2021年2月5日 - 19日 大阪：2月25日 - 28日 福岡：3月5日 - 7日    | TOKYO DOME CITY HALL メルパルクホール大阪 福岡サンパレス ホテル&ホール | Buster Bros!!! MAD TRIGGER CREW Fling Posse 麻天狼                                             |
| 『ヒプノシスマイク-Division Rap Battle-』Rule the Stage -track.2 replay-                                                   | 2021年3月11日 - 21日                                                 | 品川プリンスホテル ステラボール                                        | Fling Posse 麻天狼 鬼瓦ボンバーズ                                                              |
| 『ヒプノシスマイク-Division Rap Battle-』Rule the Stage -Flava Edition-                                                    | 2021年6月11日 - 13日・18日 - 20日                                    | Mixalive TOKYO Club Mixa                                               | North Bastard 鬼瓦ボンバーズ                                                                   |
| 『ヒプノシスマイク-Division Rap Battle-』Rule the Stage -Battle of Pride-                                                  | 大阪：2021年8月14日・15日 神奈川：8月24日・25日                      | 大阪市中央体育館 （丸善インテックアリーナ大阪） ぴあアリーナMM         | 全キャラクター                                                                                 |
| 『ヒプノシスマイク -Division Rap Battle-』Rule the Stage -track.5-                                                         | 大阪：2022年1月7日 - 9日 東京：1月27日 - 2月6日                      | メルパルクホール大阪 TOKYO DOME CITY HALL                              | The Dirty Dawg D4                                                                              |
| 『ヒプノシスマイク -Division Rap Battle-』Rule the Stage《Mix Tape1》                                                      | 2022年7月14日 - 18日                                                 | TOKYO DOME CITY HALL                                                   | MAD TRIGGER CREW Fling Posse North Bastard                                                     |
| 『ヒプノシスマイク -Division Rap Battle-』Rule the Stage《Rep LIVE side M.T.C》                                            | 神奈川：2022年7月2日・3日 福岡：7月8日・9日 大阪：8月5日 - 7日       | KT Zepp Yokohama Zepp Fukuoka Zepp Osaka Bayside                       | MAD TRIGGER CREW                                                                               |
| 『ヒプノシスマイク -Division Rap Battle-』Rule the Stage《Rep LIVE side F.P》                                              | 北海道：2022年7月23日 東京：7月29日 - 31日 愛知：8月2日・3日         | Zepp Sapporo Zepp Haneda Zepp Nagoya                                   | Fling Posse                                                                                    |
| 『ヒプノシスマイク -Division Rap Battle-』Rule the Stage《どついたれ本舗 VS Buster Bros!!!》                               | 東京：2022年9月23日 - 10月2日 大阪：10月5日 - 10日                   | TOKYO DOME CITY HALL COOL JAPAN PARK OSAKA WWホール                    | どついたれ本舗 Buster Bros!!!                                                                  |
| 『ヒプノシスマイク -Division Rap Battle-』Rule the Stage《Bad Ass Temple VS 麻天狼》                                       | 2022年12月1日 - 18日                                                 | 品川プリンスホテル ステラボール                                        | Bad Ass Temple 麻天狼                                                                          |
| 『ヒプノシスマイク -Division Rap Battle-』Rule the Stage《Fling Posse VS MAD TRIGGER CREW》                                | 大阪：2023年3月2日 - 5日 東京：3月9日 - 19日                         | COOL JAPAN PARK OSAKA WWホール TOKYO DOME CITY HALL                    | Fling Posse MAD TRIGGER CREW                                                                   |
| 『ヒプノシスマイク -Division Rap Battle-』Rule the Stage《Rep LIVE side M》                                                | 神奈川：2023年5月13日・14日 札幌：5月17日・18日 東京：5月23日 - 24日 | KT Zepp Yokohama Zepp Sapporo Zepp Shinjuku                            | 麻天狼                                                                                         |
| 『ヒプノシスマイク -Division Rap Battle-』Rule the Stage《Rep LIVE side B.A.T》                                            | 名古屋：2023年5月30日・31日 大阪：6月5日・6日 東京：6月8日 - 10日    | Zepp Nagoya Zepp Osaka Bayside Zepp Haneda                             | Bad Ass Temple                                                                                 |
| 『ヒプノシスマイク -Division Rap Battle-』Rule the Stage《Rep LIVE side D.H》                                              | 福岡：2023年5月27日 大阪：6月2日 - 4日 神奈川：7月18日・19日         | Zepp Fukuoka Zepp Osaka Bayside KT Zepp Yokohama                       | どついたれ本舗                                                                                 |
| 『ヒプノシスマイク -Division Rap Battle-』Rule the Stage《Rep LIVE side B.B》                                              | 大阪：2023年6月30日 福岡：7月7日・8日 東京：7月13日 - 15日           | Zepp Nanba Zepp Fukuoka Zepp Haneda                                    | Buster Bros!!!                                                                                 |
| 『ヒプノシスマイク -Division Rap Battle-』Rule the Stage《Rep LIVE side Rule the Stage Original》                          | 2023年8月9日 - 13日                                                  | 品川プリンスホテル ステラボール                                        | North Bastard 鬼瓦ボンバーズ 舞台版オリジナルキャラクター D4                                   |
| 『ヒプノシスマイク-Division Rap Battle-』Rule the Stage -Battle of Pride 2023-                                             | 大阪：2023年9月3日 神奈川：9月7日 - 10日                             | 大阪城ホール ぴあアリーナMM                                            | 全キャラクター                                                                                 |
| 『ヒプノシスマイク -Division Rap Battle-』Rule the Stage -New Encounter-                                                   | 東京：2024年3月1日 - 17日 大阪：4月4日 - 7日                         | 品川プリンスホテル ステラボール COOL JAPAN PARK OSAKA WWホール         | Buster Bros!!! MAD TRIGGER CREW Fling Posse 麻天狼 どついたれ本舗 Bad Ass Temple               |
| 『ヒプノシスマイク -Division Rap Battle-』Rule the Stage -Renegades of Female-                                             | 大阪：2024年7月4日 - 15日 東京：7月25日 - 28日                       | 品川プリンスホテル クラブeX 松下IMPホール                              | 中王区 舞台版オリジナルキャラクター                                                            |
| 『ヒプノシスマイク -Division Rap Battle-』Rule the Stage -Grateful Cypher-                                                 | 2024年10月4日 - 14日                                                 | TOKYO DOME CITY HALL                                                   | Buster Bros!!! MAD TRIGGER CREW Fling Posse 麻天狼 どついたれ本舗 Bad Ass Temple WESTEND-MAFIA |
| 『ヒプノシスマイク -Division Rap Battle-』Rule the Stage《MAD TRIGGER CREW ＆ どついたれ本舗 feat. 道頓堀ダイバーズ》      | 大阪：2025年4月18日 - 20日 東京：5月1日 - 11日                       | COOL JAPAN PARK OSAKA WWホール 品川プリンスホテル ステラボール         | MAD TRIGGER CREW どついたれ本舗 舞台版オリジナルキャラクター                                   |
| 『ヒプノシスマイク -Division Rap Battle-』Rule the Stage《Mix Tape1 Revenge》                                              | 2025年7月11日 - 27日                                                 | 品川プリンスホテル ステラボール                                        | MAD TRIGGER CREW Fling Posse North Bastard                                                     |
| 『ヒプノシスマイク -Division Rap Battle-』Rule the Stage -Ideal and Reality-                                               | 2025年9月4日 - 23日                                                  | 品川プリンスホテル クラブeX                                            | 中王区 舞台版オリジナルキャラクター                                                            |
| 『ヒプノシスマイク -Division Rap Battle-』Rule the Stage《Buster Bros!!! ＆ Bad Ass Temple feat. 糸の会 ＆ WESTEND-MAFIA》 | 2025年10月18日 - 24日                                                | Kanadevia Hall                                                         | Buster Bros!!! Bad Ass Temple 糸の会 WESTEND-MAFIA                                             |

### オフィシャルブック
2020年9月2日に『ヒプノシスマイク-Division Rap Battle- Official Guide Book』が発売された。内容はストーリー・キャラクター紹介・相関図・用語解説等、公式設定をまとめたものである。通常版と初回限定版の2形態で、初回限定版にはDivision All Starsの新曲と中王区3人による初の音源とドラマトラックが収録される。
2023年9月20日に『ヒプノシスマイク-Division Rap Battle- Official Guide Book +』が発売された。初回限定版にはDivision All Starsの新曲と中王区3人の新曲と「絆 +」が収録される。

### ヒプノシスマイク 〜Division Variety Battle＠ABEMA〜
- 2020年9月26日から同年12月25日までAbemaTVで放送された月一レギュラー番組。担当声優たちが出演し、ヒプマイの世界観にちなんだ様々な企画に挑戦していく。
- 第一回出演者：木村昴、石谷春貴、天崎滉平、岩崎諒太、河西健吾、黒田崇矢（MC：アルコ&ピース）
- 第二回出演者：浅沼晋太郎、駒田航、神尾晋一郎、葉山翔太、榊原優希、竹内栄治（MC：菅良太郎、向井慧（パンサー）
- 第三回出演者：速水奨、木島隆一、伊東健人（MC：ニューヨーク）
- 第四回出演者：白井悠介、斉藤壮馬、野津山幸宏（MC：カミナリ）

### ヒプノシスマイク-Division Rap Battle- 3DCG LIVE
| 『ヒプノシスマイク-Division Rap Battle- 3DCG LIVE “HYPED-UP 01”』 | 大阪：2021年12月18日・19日 千葉：2022年1月8日 - 10日 | インテックス大阪 幕張メッセ |
| 『ヒプノシスマイク-Division Rap Battle- 3DCG LIVE “HYPED-UP 02”』 | 大阪：2022年11月5日・6日 千葉：12月2日 - 4日         | インテックス大阪 幕張メッセ |

## 映画
『映画 ヒプノシスマイク -Division Rap Battle-』は、2025年2月21日公開のポリゴン・ピクチュアズ制作による日本の劇場アニメ映画。

### 概要
劇場映画としては日本“初”となる観客参加型「インタラクティブ映画」であると同時に、ファイナルディビジョン・ラップバトルの舞台となる。スクリーン上で繰り広げられるラップバトルの勝敗は、映画館内の観客の投票によって決まり、投票はスマホアプリを通じてリアルタイムで行われ、投票数が多かった選択肢に沿ってストーリーが進行する。そして、全48ルート、7つのエンディング、新曲16曲を用意。

### あらすじ
H歴…人の精神に干渉する特殊なマイク「ヒプノシスマイク」の登場により、戦争は根絶された。
このマイクを通したリリックには人の交感神経・副交感神経等に作用し様々な状態にする力があるという。
女性党首率いる"言の葉党"が政権を握り男たちはラップで優劣を決するようになった。
そして、H歴3年…中王区"言の葉党"が主宰する「ディビジョン・ラップバトル」にて、各ディビジョンを代表するMCグループは互いの力を競い合う。
兵器ではなく言葉が力を持つ世界で今…この国の未来をかけた最後のラップバトルが始まる。

### スタッフ
- 原作・音楽プロデュース - EVIL LINE RECORDS
- キャラクター設定原案・世界観設定 - EVIL LINE RECORDS・百瀬祐一郎
- 監督 - 辻󠄀本貴則
- 脚本 - 百瀬祐一郎
- キャラクターデザイン - Kazui
- アニメーション制作 - ポリゴン・ピクチュアズ
- 配給 - TOHO NEXT
- 製作 - ヒプノシスマイク -Division Rap Battle- Movie 製作委員会

### キャスト
- 山田一郎 - 木村昴
- 山田二郎 - 石谷春貴
- 山田三郎 - 天﨑滉平
- 碧棺左馬刻 - 浅沼晋太郎
- 入間銃兎 - 駒田航
- 毒島メイソン理鶯 - 神尾晋一郎
- 飴村乱数 - 白井悠介
- 夢野幻太郎 - 斉藤壮馬
- 有栖川帝統 - 野津山幸宏
- 神宮寺寂雷 - 速水奨
- 伊弉冉一二三 - 木島隆一
- 観音坂独歩 - 伊東健人
- 白膠木簓 - 岩崎諒太
- 躑躅森盧笙 - 河西健吾
- 天谷奴零 - 黒田崇矢
- 波羅夷空却 - 葉山翔太
- 四十物十四 - 榊原優希
- 天国獄 - 竹内栄治
- 東方天乙統女 - 小林ゆう
- 勘解由小路無花果 - たかはし智秋
- 碧棺合歓 - 山本希望

### First Stage バトル曲
1st Battle「Last Man Standing」
作詞 - Amon Hayashi / 作曲 - NAOtheLAIZA・A.M.P. Killer / 編曲 - NAOtheLAIZA / 歌 - Buster Bros!!!・Bad Ass Temple
2nd Battle「Out of Harmony」
作詞・作曲・編曲 - ALI-KICK / 歌 - MAD TRIGGER CREW・どついたれ本舗
3rd Battle「Stick To My Mic」
作詞 - 弥之助（from AFRO PARKER） / 作曲・編曲 - ☆Taku Takahashi（m-flo） / 歌 - Fling Posse・麻天狼

### Second Stage バトル曲
First Stageを勝ち抜いた3ディビジョンのみが進出でき、3ディビジョンがそれぞれの新曲をパフォーマンスし、熱いバトルを繰り広げる。2025年1月31日配信。
「Three Kings」
作詞・作曲 - K DUB SHINE・Zeebra・DJ OASIS / 編曲 - DJ OASIS / 歌 - Buster Bros!!!
「Choice Is Yours」
作詞 - KOJIMA・KAI_SHiNE・HAN-KUN / 作曲 - 山嵐・HAN-KUN / 編曲 - 山嵐 / 歌 - MAD TRIGGER CREW
「バラの束」
作詞・作曲 - MCU・LITTLE・KREVA / 編曲 - KREVA / 歌 - Fling Posse
「BLESS YOU」
作詞 - SALU / 作曲 - SALU・JIGG / 編曲 - JIGG / 歌 - 麻天狼
Additional Arrange - MI
「笑門来福」
作詞 - R-指定 / 作曲・編曲 - DJ松永 / 歌 - どついたれ本舗
「シンジルチカラ」
作詞・作曲・編曲 - HOME MADE 家族（MICRO ・KURO・DJ U-ICHI） / 歌 - Bad Ass Temple

### 主題歌
オープニングテーマ「ヒプノシスマイク -Division Battle Anthem- ＋」
作詞・作曲・編曲 - invisible manners（平山大介、福山整） / 歌 - Division All Stars
エンディングテーマ「MIC AS ONE」
作詞・作曲・編曲 - invisible manners（平山大介、福山整） / 歌 - Division All Stars

## コラボレーション

### カフェ
- アニメイトカフェ - 新宿・京都・池袋の3店舗にて2018年3月23日から5月20日まで開催され、コラボメニューや限定商品が発売された[178]。また、京都で開催されたGratteコラボが吉祥寺・岡山・京都の3店舗で8月20日から31日までリバイバル開催された[179]。
- ニコカフェ - ニコニコ本社にて2018年5月15日から26日まで[180]、ニコニコ本社とdigmeout ART&DINERにて2018年12月10日から2019年1月2日まで[181]開催され、コラボメニューや限定商品が発売された。また、2018年5月15日に「Buster Bros!!! VS MAD TRIGGER CREW」発売記念としてヒプノシスマイク-ニコ生Rap Battle-公開生放送が行われた。
- スイーツパラダイス - 新宿三ロード店・横浜ビブレ店・丸井大宮店・新宿メトロ店にて2018年5月22日から6月30日まで開催され、コラボメニューや限定商品が発売された[182]。また、round2として、11店舗で2018年11月7日から12月9日まで開催された[183]。
- タワーレコードカフェ - 札幌ピヴォ店・渋谷店・梅田NU茶屋町店・福岡天神店にて2018年7月17日から29日まで、札幌ピヴォ店・渋谷店・表参道店、梅田NU茶屋町店・福岡天神店にて2018年12月11日から2019年2月17日まで開催され、コラボメニューや限定商品が発売される[184][185]。
- CharaDri!! - 秋葉原店・大阪日本橋店にて2018年7月20日から8月2日まで開催され、コラボドリンクが発売された[186]。
- COLLABO CAFE HONPO - 秋葉原店・大阪日本橋店にて2018年8月3日から26日まで開催され、コラボメニューや限定商品が発売された[187]。
- アニON STATION - アニON STATION AKIHABARA本店にて2018年9月10日から30日まで、大阪・名古屋・福岡にて2018年12月27日から2019年3月3日まで開催され、山田一郎によるアナウンスやコラボメニュー、限定商品の販売やヒプマイじゃんけん大会が開催される[188]。
- キャラクレ - 全店にて2018年10月2日から31日までコラボクレープやコラボドリンク、限定商品が発売される。また、マリオンクレープ各店にて2018年10月10日から31日までコラボクレープが発売される[189]。
- AOZORAキッチンカー - 池袋マルイ1階正面玄関にて2018年10月2日から31日までコラボドリンクが発売された[190]。
- TANITA CAFE - 新潟県長岡市のTANITA CAFEにて2019年1月31日から2月28日まで開催され、コラボメニューや限定商品が発売される[191]。

### カラオケ
- カラオケの鉄人 - 原曲カラオケや本人映像、歌入りカラオケが配信されている。また、2018年には期間限定で歌唱回数で順位を競うDIVISION RAP KARAOKE BATTLE[192][193][194]や、課題曲の点数によりノベルティが貰えるKADAIKYOKU CHALLENGEが開催された。また、池袋東口サンシャイン通り店・新宿歌舞伎町店・渋谷道玄坂店・桜木町店では、期間限定でコラボメニューが発売された。
- カラオケルーム歌広場 - カラオケルーム歌広場12店舗にて2018年9月21日から11月30日まで開催された。コラボグッズが当たる歌唱キャンペーンやフォトパネルの設置、スタンプラリーやディビジョンルームが設置されるほか、コラボメニューが発売された[195]。

### その他
- pixiv - ヒプノシスマイク pixiv DIVISION BATTLEとして、2018年9月3日から10月8日まで開催された。イラストもしくはキャッチコピーで応募するILLUSTRATION SIDEと、リリックで応募するLYRICS SIDEの2種類が開催され、2つのポイントを合算してディビジョンの順位を競う[196]。
- タニタ - ヒプノシスマイク-Division Walking Battle-として、2018年12月3日よりディビジョン対抗歩数バトルを開催。各ディビジョンをデザインした活動量計を使用し、ウェブサイト上のサービス・からだカルテへ歩数を転送する。期間中数回行われるバトルの終了時に、転送されたディビジョンごとの歩数データの合計値を、各ディビジョンの総人数（歩数を転送していない人も含む）で割った平均歩数が算出され、勝敗が決まる[197]。
- 日清カレーメシ - 2020年5月26日から31日の期間カレーメシくんのツイッターに各ディビジョンのリーダーのリリックが投稿されカレーメシ×ヒプノシスマイクの特製ポスターが抽選で獲得できた。
- 京王電鉄 - アルバム「CROSS A LINE」の発売を記念し、2022年6月13日から7月9日まで、スタンプラリーや記念乗車券・オリジナルグッズの販売、山田一郎役の木村昴による駅構内放送、井の頭線でのラッピング車両「ヒプマイトレイン」（1000系を使用）の運行などの企画が実施された[198]。
- うたの☆プリンスさまっ♪ - 相互の劇場版公開を記念し、コラボ企画を発表。Anime Japan 2025での共同ステージ実施、相互の映画を応援するトレーラー映像制作などの発表がされている。